# Lista filmów Filmowego Uniwersum Marvela

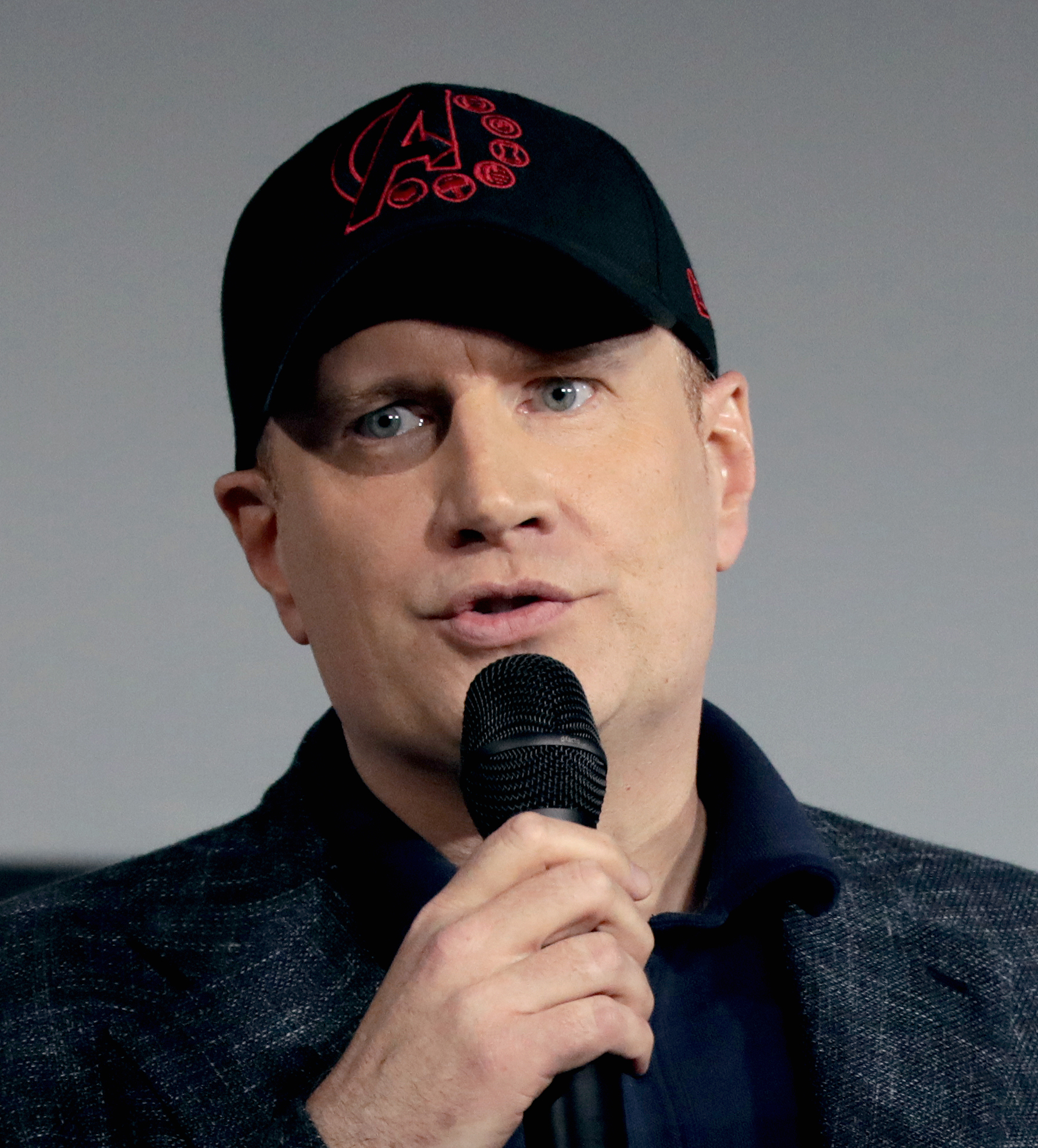
Kevin Feige, szef Marvel Studios i producent filmów

Filmy Filmowego Uniwersum Marvela (oryg. Marvel Cinematic Universe) są franczyzą filmową o superbohaterach na podstawie komiksów Marvel Comics. Są one produkowane przez Marvel Studios.
Pierwszym filmem jest powstały w 2008 roku Iron Man, który rozpoczyna I Fazę. Kolejnymi produkcjami I Fazy MCU były: Incredible Hulk (2008), Iron Man 2 (2010), Thor (2011), Kapitan Ameryka: Pierwsze starcie (2011) i The Avengers (2012). II Fazę tworzą filmy: Iron Man 3 (2013), Thor: Mroczny świat (2013), Kapitan Ameryka: Zimowy żołnierz (2014), Strażnicy Galaktyki (2014), Avengers: Czas Ultrona (2015) i Ant-Man (2015). W skład III fazy wchodzą Kapitan Ameryka: Wojna bohaterów (2016), Doktor Strange (2016), Strażnicy Galaktyki vol. 2 (2017), Spider-Man: Homecoming (2017), Thor: Ragnarok (2017), Czarna Pantera (2018), Avengers: Wojna bez granic (2018), Ant-Man i Osa (2018), Kapitan Marvel (2019), Avengers: Koniec gry (2019) i Spider-Man: Daleko od domu (2019). Dwadzieścia trzy filmy wchodzące w skład trzech pierwszych faz tworzą serię zatytułowaną Saga Nieskończoności.
Pierwszym filmem Fazy IV jest Czarna Wdowa (2021), a następnie pojawiły się Shang-Chi i legenda dziesięciu pierścieni (2021), Eternals (2021), Spider-Man: Bez drogi do domu (2021), Doktor Strange w multiwersum obłędu (2022), Thor: Miłość i grom (2022) i Czarna Pantera: Wakanda w moim sercu (2022). V Fazę rozpoczął film Ant-Man i Osa: Kwantomania (2023). Po nim zadebiutowały Strażnicy Galaktyki vol. 3 (2023), Marvels (2023), Deadpool & Wolverine (2024), Kapitan Ameryka: Nowy wspaniały świat (2025) i Thunderbolts* (2025). Fazę VI rozpoczął film Fantastyczna 4: Pierwsze kroki (2025), a studio zapowiedziało kolejne produkcje: Spider-Man: Brand New Day (2026), Avengers: Doomsday (2026) i Avengers: Secret Wars (2027). Filmy IV, V i VI Fazy wraz z serialami tworzą Sagę Multiwersum.
Producentem wszystkich filmów franczyzy jest Kevin Feige. Iron Mana współprodukował z Avi Aradem, a Incredible Hulka z Aradem i Gale Anne Hurd. Ant-Man i Osa został wyprodukowany razem ze Stephenem Broussardem. Współproducentem filmów o Spider-Manie jest Amy Pascal, które powstają przy współpracy z Sony Pictures. Filmowe Uniwersum Marvela jest najbardziej dochodową franczyzą na świecie, dwadzieścia osiem filmów należących do niej zarobiło łącznie ponad 26,6 miliarda dolarów. Są one również przeważnie pozytywnie oceniane przez krytyków.

## Saga Nieskończoności

### Faza I
| Tytuł                                                                | Data premiery                                                                       | Reżyseria       | Scenariusz                                         | Producent                             | Status | Przypisy                 |
| -------------------------------------------------------------------- | ----------------------------------------------------------------------------------- | --------------- | -------------------------------------------------- | ------------------------------------- | ------ | ------------------------ |
| Iron Man                                                             | 14 kwietnia 2008 (świat) 30 kwietnia 2008 (Polska) 2 maja 2008 (Stany Zjednoczone)  | Jon Favreau     | Mark Fergus, Hawk Ostby, Art Marcum, Matt Holloway | Avi Arad, Kevin Feige                 | wydany | [ 1 ] [ 2 ] [ 3 ] [ 4 ]  |
| Incredible Hulk                                                      | 6 czerwca 2008 (świat) 13 czerwca 2008 (Polska) 13 czerwca 2008 (Stany Zjednoczone) | Louis Leterrier | Zak Penn                                           | Avi Arad, Gale Anne Hurd, Kevin Feige | wydany | [ 5 ] [ 6 ]              |
| Iron Man 2                                                           | 26 kwietnia 2010 (świat) 30 kwietnia 2010 (Polska) 7 maja 2010 (Stany Zjednoczone)  | Jon Favreau     | Justin Theroux                                     | Kevin Feige                           | wydany | [ 7 ] [ 8 ] [ 9 ] [ 10 ] |
| Thor                                                                 | 17 kwietnia 2011 (świat) 29 kwietnia 2011 (Polska) 6 maja 2011 (Stany Zjednoczone)  | Kenneth Branagh | Ashley Miller, Zack Stentz, Don Payne              | Kevin Feige                           | wydany | [ 11 ] [ 12 ] [ 13 ]     |
| Kapitan Ameryka: Pierwsze starcie Captain America: The First Avenger | 19 lipca 2011 (świat) 5 sierpnia 2011 (Polska) 22 lipca 2011 (Stany Zjednoczone)    | Joe Johnston    | Christopher Markus, Stephen McFeely                | Kevin Feige                           | wydany | [ 14 ] [ 15 ] [ 16 ]     |
| Avengers Marvel’s The Avengers                                       | 11 kwietnia 2012 (świat) 11 maja 2012 (Polska) 4 maja 2012 (Stany Zjednoczone)      | Joss Whedon     | Joss Whedon                                        | Kevin Feige                           | wydany | [ 17 ] [ 18 ] [ 19 ]     |

#### Iron Man(2008)
Iron Man opowiada historię Tony’ego Starka, przemysłowca i inżyniera, który buduje bojowy egzoszkielet wspomagany i staje się korzystającym z tego pancerza superbohaterem zwanym „Iron Manem”. Światowa premiera filmu odbyła się 14 kwietnia 2008 roku w Sydney. W Polsce zadebiutował on 30 kwietnia tego samego roku.

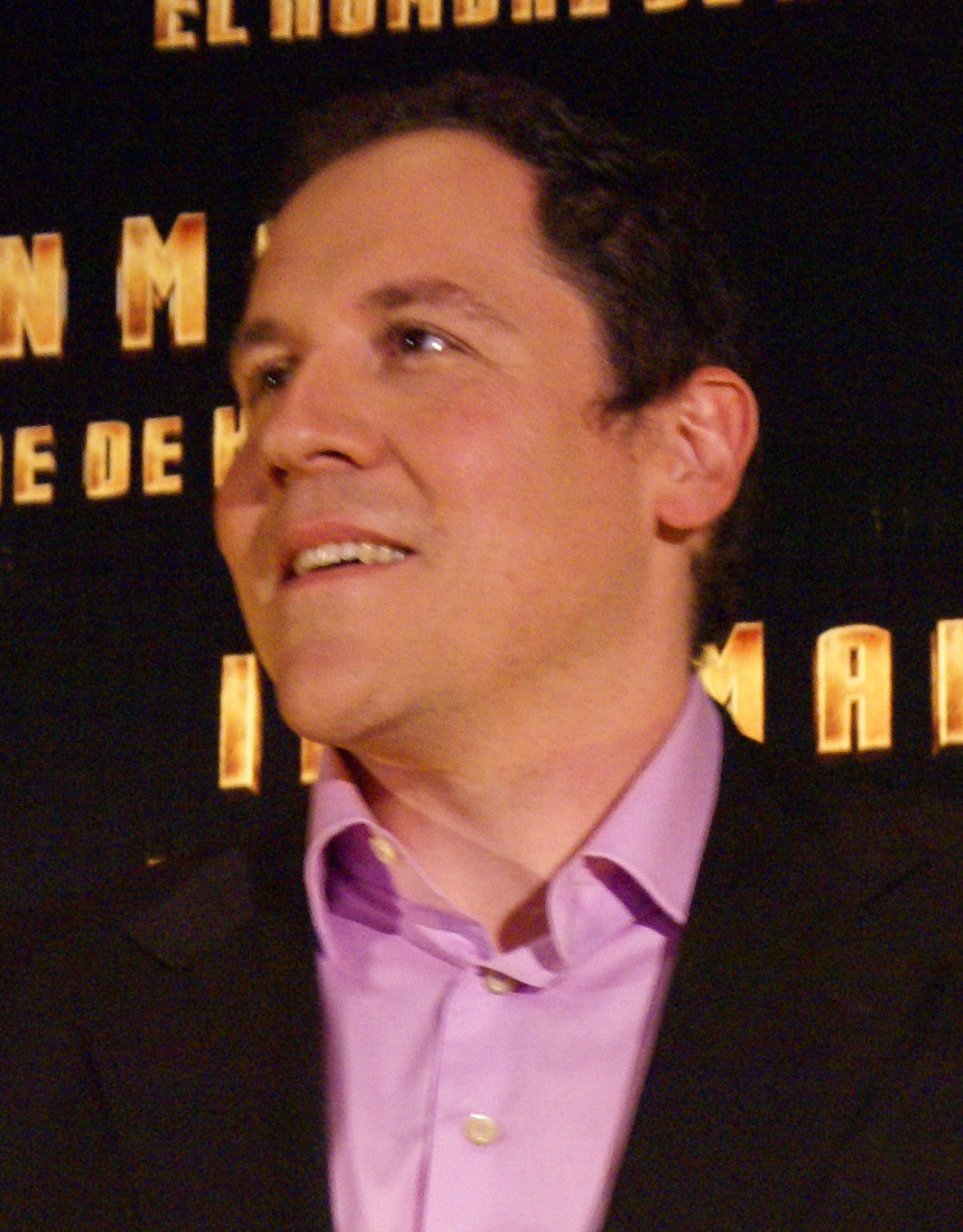
Jon Favreau, reżyser filmów Iron Man i Iron Man 2.

Za reżyserię filmu odpowiadał Jon Favreau, a za scenariusz Mark Fergus, Hawk Ostby, Art Marcum i Matt Holloway, natomiast producentami filmu byli Avi Arad i Kevin Feige. W tytułową rolę wcielił się Robert Downey Jr., a obok niego w głównych rolach wystąpili: Terrence Howard jako James Rhodes, Jeff Bridges jako Obadiah Stane, Shaun Toub jako Ho Yinsen i Gwyneth Paltrow jako Pepper Potts.
Film jest pierwszą produkcją otwierającą franczyzę, doczekał się dwóch sequeli, Iron Man 2 w 2010 i Iron Man 3 w 2013 roku. W scenie po napisach została przedstawiona postać Nicka Fury’ego, którego zagrał Samuel L. Jackson. W kolejnych filmach franczyzy Howard został zastąpiony przez Dona Cheadle’a w roli Rhodesa.
Został on zapowiedziany w 2005 roku jako pierwsza niezależna produkcja Marvel Studios. Zdjęcia do filmu trwały od marca do czerwca 2007 roku.

#### Incredible Hulk(2008)

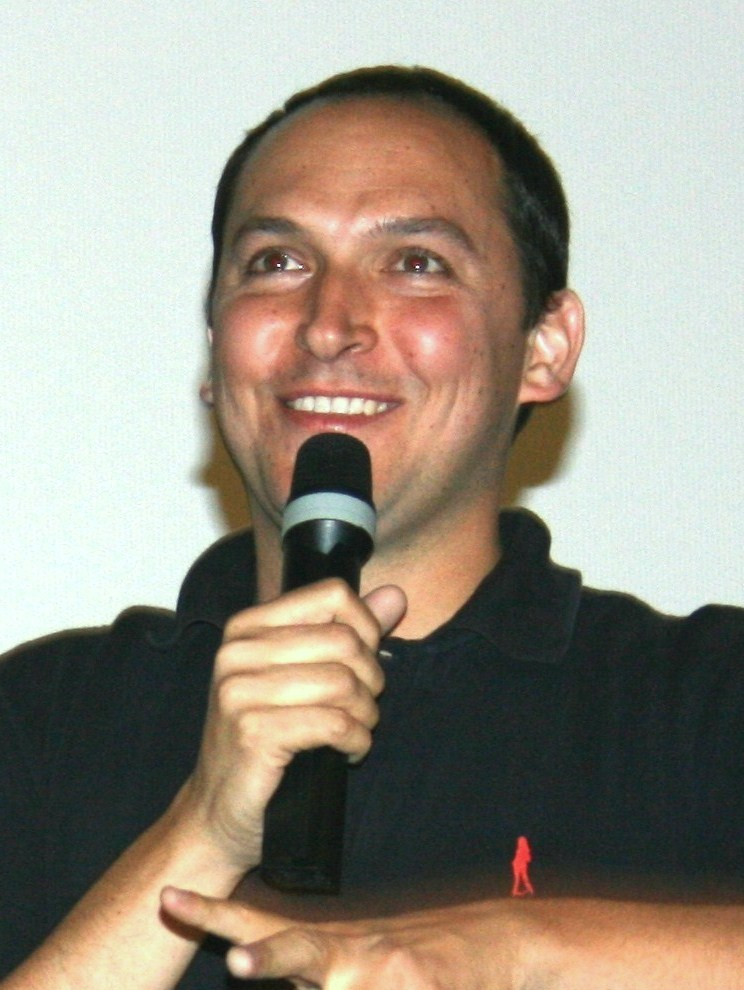
Louis Leterrier, reżyser filmu Incredible Hulk.

Incredible Hulk (oryg. The Incredible Hulk) opowiada historię Bruce’a Bannera, który w wyniku radioaktywnego napromieniowania posiada umiejętność przemieniania się pod wpływem stresu w Hulka. Od tego czasu ukrywa się i szuka antidotum na swoją przypadłość. Zostaje wyciągnięty z kryjówki i musi się zmierzyć z przeciwnikiem zwanym Abomination. Światowa premiera filmu odbyła się 6 czerwca 2008 roku w Kolumbii. W Polsce zadebiutował on 13 czerwca tego samego roku.
Za reżyserię filmu odpowiadał Louis Leterrier, a za scenariusz Zak Penn, natomiast za produkcję Avi Arad, Gale Anne Hurd i Kevin Feige. W tytułową rolę wcielił się Edward Norton, a obok niego w głównych rolach wystąpili: Liv Tyler jako Betty Ross, Tim Roth jako Emil Blonsky, Tim Blake Nelson jako Samuel Sterns, Ty Burrell jako Leonard Samson i William Hurt jako Thaddeus Ross.
Swoją rolę z filmu Iron Man powtarza Robert Downey Jr. jako Tony Stark w scenie po napisach. W kolejnych filmach franczyzy Norton został zastąpiony w roli Bannera przez Marka Ruffalo.
Produkcja została zapowiedziana w 2006 roku i jest ona rebootem filmu Hulk z 2003 roku. Zdjęcia do niego rozpoczęły się w lipcu, a zakończyły się w listopadzie 2007 roku. Za dystrybucję filmu odpowiadało Universal Pictures.

#### Iron Man 2(2010)
Iron Man 2 opowiada dalszą historię Tony’ego Starka, który sześć miesięcy po wydarzeniach w filmie Iron Man odmawia współpracy z rządem Stanów Zjednoczonych odnośnie do przekazania technologii pancerza. Równocześnie zmaga się on z problemami zdrowotnymi jakie spowodowała technologia reaktora łukowego w jego klatce piersiowej. W tym czasie rosyjski uczony Ivan Vanko rozwinął tę samą technologię i zbudował własną broń w celu realizacji zemsty przeciwko rodzinie Starków, w tym celu łączy swoje siły z biznesowym rywalem Starka, Justinem Hammerem. Światowa premiera filmu odbyła się 26 kwietnia 2010 roku w Los Angeles. W Polsce zadebiutował on 30 kwietnia tego samego roku.
Za reżyserię odpowiadał Jon Favreau, a do napisania scenariusza został zatrudniony Justin Theroux. Producentem był Kevin Feige. W tytułowej roli powrócił Robert Downey Jr., a obok niego w rolach głównych wystąpili: Gwyneth Paltrow jako Pepper Potts, Don Cheadle jako James Rhodes, Scarlett Johansson jako Natasha Romanoff, Sam Rockwell jako Justin Hammer, Mickey Rourke jako Ivan Vanko i Samuel L. Jackson jako Nick Fury.
Film jest sequelem filmu Iron Man z 2008, a jego kontynuacja Iron Man 3 miała premierę w 2013 roku. Poza Downeyem Jr. swoje role z poprzedniego filmu powtórzyli Paltrow i Jackson oraz Jon Favreau jako Happy Hogan, Paul Bettany jako głos J.A.R.V.I.S.’a, Clark Gregg jako Phil Coulson i Leslie Bibb jako Christine Everhat. Ponadto Cheadle zastąpił w roli Terrence’a Howarda. W lipcu 2017 roku zostało ujawnione, że dziecko z maską Iron Mana uratowane przez Tony’ego Starka w filmie Iron Man 2 to Peter Parker, zagrał go wtedy Max Favreau.
Film został zapowiedziany zaraz po premierze pierwszej części Iron Man w 2008 roku. Zdjęcia do filmu rozpoczęły się w kwietniu i trwały do lipca 2009 roku.

#### Thor(2011)

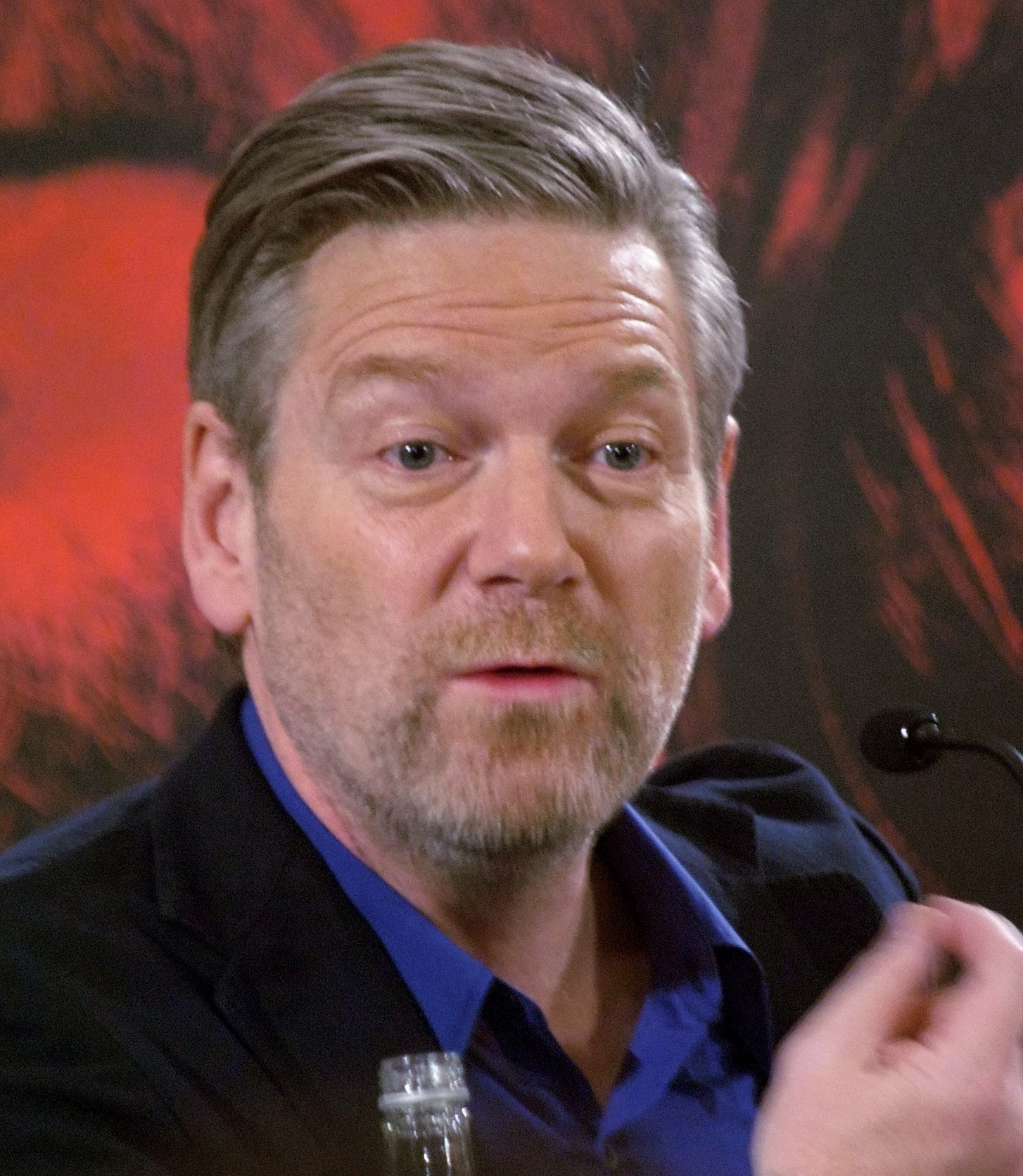
Kenneth Branagh, reżyser filmu Thor.

Thor opowiada historię tytułowego bohatera, następcy tronu z Asgardu, który zostaje wygnany z ojczyzny na Ziemię. Tam tworzy on związek z Jane Foster, astrofizykiem. Jednak, Thor musi powstrzymać adoptowanego brata Lokiego, który zamierza stać się nowym królem Asgardu. Światowa premiera filmu odbyła się 17 kwietnia 2011 roku w Sydney. W Polsce zadebiutował on 29 kwietnia tego samego roku.
Za reżyserię odpowiadał Kenneth Branagh, za scenariusz Ashley Miller, Zack Stentz i Don Payne, natomiast za produkcję Kevin Feige. W tytułowej roli wystąpił Chris Hemsworth, a obok niego w głównych rolach zagrali: Natalie Portman jako Jane Foster, Tom Hiddleston jako Loki, Stellan Skarsgård jako Erik Selvig, Colm Feore jako Laufey, Ray Stevenson jako Volstagg, Idris Elba jako Heimdall, Kat Dennings jako Darcy Lewis, Rene Russo jako Frigga i Anthony Hopkins jako Odyn.
Swoje role z poprzednich filmów uniwersum powtórzyli: Clark Gregg jako Phil Coulson i Samuel L. Jackson jako Nick Fury. W filmie została przedstawiona postać Clinta Bartona / Hawkeye’a, którą zagrał Jeremy Renner w roli cameo. Studio zrealizowało również sequele filmu Thor: Mroczny świat, który miał premierę w 2013, Thor: Ragnarok z 2017 i Thor: Miłość i grom z 2022 roku.
Film został zapowiedziany w 2006 roku podczas San Diego Comic-Conu. Zdjęcia do filmu trwały od stycznia do maja 2010 roku.

#### Kapitan Ameryka: Pierwsze starcie(2011)

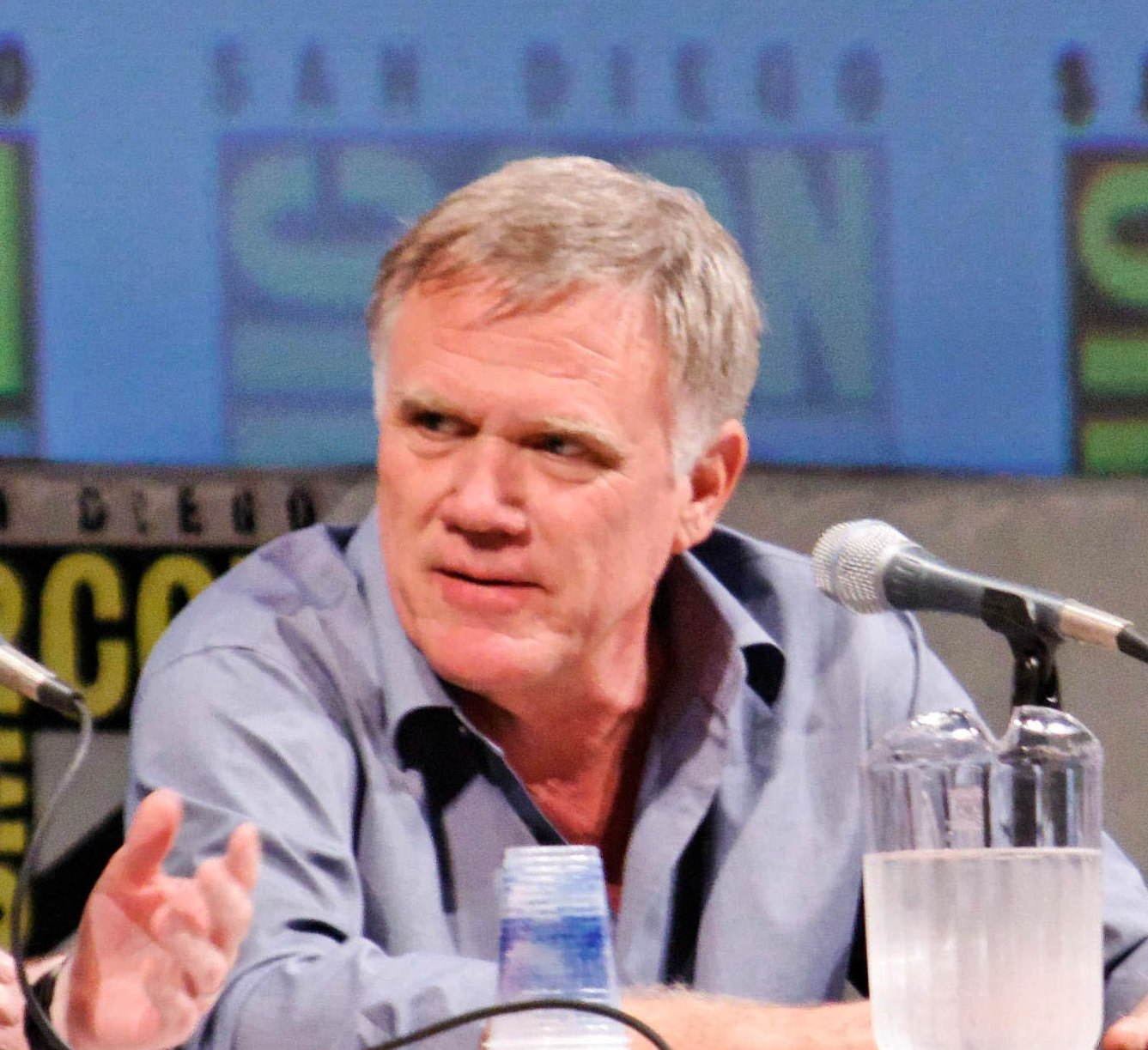
Joe Johnston, reżyser filmu Kapitan Ameryka: Pierwsze starcie.

Kapitan Ameryka: Pierwsze starcie (oryg. Captain America: The First Avenger) przedstawia historię Steve’a Rogersa, chorowitego chłopaka z Brooklynu, który zostaje poddany programowi super-żołnierza w czasie II wojny światowej i staje się superbohaterem o imieniu „Kapitan Ameryka”. Musi się on zmierzyć z Johannem Schmidtem, prawą ręką Hitlera i liderem organizacji Hydra, którego celem jest wykorzystanie tajemniczego artefaktu o nazwie Tesseract do zdobycia energetycznej dominacji na świecie. Światowa premiera filmu odbyła się 19 lipca 2011 roku w Los Angeles. W Polsce zadebiutował on 5 sierpnia tego samego roku.
Za reżyserię odpowiadał Joe Johnston, a za scenariusz Christopher Markus i Stephen McFeely, natomiast producentem był Kevin Feige. W tytułową rolę wcielił się Chris Evans, a obok niego w głównych rolach wystąpili: Tommy Lee Jones jako Chester Phillips, Hugo Weaving jako Johann Schmidt, Hayley Atwell jako Peggy Carter, Sebastian Stan jako James Barnes, Dominic Cooper jako Howard Stark, Neal McDonough jako Dum Dum Dugan, Derek Luke jako Gabe Jones i Stanley Tucci jako Abraham Erskine.
Swoją rolę z poprzednich filmów franczyzy powtórzył Samuel L. Jackson jako Nick Fury. W innych produkcjach uniwersum Howarda Starka zagrał również John Slattery jako starsza wersja postaci. Cooper natomiast grał jej młodszą wersję. Weaving został później zastąpiony przez Rossa Marquanda. Kontynuacje filmu Kapitan Ameryka: Zimowy żołnierz i Kapitan Ameryka: Wojna bohaterów miały premierę w 2014 i 2016 roku. Na 2025 rok zapowiedziany jest czwarty film z serii, Kapitan Ameryka: Nowy wspaniały świat.
Film został zapowiedziany w 2006 roku podczas San Diego Comic-Conu. Zdjęcia do filmu trwały od czerwca do listopada 2010 roku.

#### Avengers(2012)

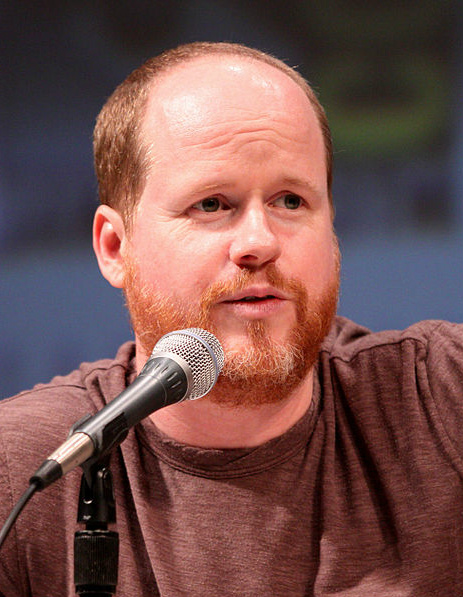
Joss Whedon, reżyser filmów Avengers i Avengers: Czas Ultrona.

Avengers (oryg. Marvel’s The Avengers) opowiada historię Nicka Fury’ego, dyrektora T.A.R.C.Z.Y., który rekrutuje Iron Mana, Kapitana Amerykę, Hulka i Thora, aby stworzyć zespół, który musi powstrzymać brata Thora, Lokiego, przed podbojem Ziemi. Dołączają do nich również Hawkeye i Czarna Wdowa. Światowa premiera filmu odbyła się 11 kwietnia 2012 roku w Los Angeles. W Polsce zadebiutował on 11 maja tego samego roku.
Za reżyserię i scenariusz odpowiadał Joss Whedon, a za produkcję Kevin Feige. W głównych rolach wystąpili: Robert Downey Jr. jako Tony Stark / Iron Man, Chris Evans jako Steve Rogers / Kapitan Ameryka, Mark Ruffalo jako Bruce Banner / Hulk, Chris Hemsworth jako Thor, Scarlett Johansson jako Natasha Romanoff / Czarna Wdowa, Jeremy Renner jako Clint Barton / Hawkeye, Tom Hiddleston jako Loki, Clark Gregg jako Phil Coulson, Cobie Smulders jako Maria Hill, Stellan Skarsgård jako Erik Selvig i Samuel L. Jackson jako Nick Fury.
Z poprzednich produkcji uniwersum swoje role powtórzyli: Downey Jr., Evans, Hemsworth, Johansson, Renner, Hiddleston, Gregg, Skarsgård i Jackson oraz Gwyneth Paltrow jako Pepper Potts, Maximiliano Hernández jako Jasper Sitwell i Paul Bettany jako J.A.R.V.I.S. Ponadto Ruffalo zastąpił w roli Edwarda Nortona. W filmie została ukazana po raz pierwszy postać Thanosa, którego zagrał Damion Poitier. W kolejnych produkcjach zastąpił go Josh Brolin. Powstały trzy sequele: Avengers: Czas Ultrona z 2015, Avengers: Wojna bez granic z 2018 i Avengers: Koniec gry z 2019 roku. Na 2025 i 2026 rok zapowiedziane zostały dwa kolejne filmy z serii, Avengers: Doomsday i Avengers: Secret Wars.
Film został oficjalnie zapowiedziany w 2009 roku, a zdjęcia do niego rozpoczęły się w kwietniu i trwały do sierpnia 2011 roku.

### Faza II
| Tytuł                                                                | Data premiery                                                                               | Reżyseria           | Scenariusz                                            | Producent   | Status | Przypisy                    |
| -------------------------------------------------------------------- | ------------------------------------------------------------------------------------------- | ------------------- | ----------------------------------------------------- | ----------- | ------ | --------------------------- |
| Iron Man 3                                                           | 14 kwietnia 2013 (świat) 9 maja 2013 (Polska) 3 maja 2013 (Stany Zjednoczone)               | Shane Black         | Drew Pearce, Shane Black                              | Kevin Feige | wydany | [ 21 ] [ 60 ] [ 61 ]        |
| Thor: Mroczny świat Thor: The Dark World                             | 22 października 2013 (świat) 8 listopada 2013 (Polska) 8 listopada 2013 (Stany Zjednoczone) | Alan Taylor         | Christopher Yost, Christopher Markus, Stephen McFeely | Kevin Feige | wydany | [ 41 ] [ 62 ] [ 63 ]        |
| Kapitan Ameryka: Zimowy żołnierz Captain America: The Winter Soldier | 13 marca 2014 (świat) 26 marca 2014 (Polska) 4 kwietnia 2014 (Stany Zjednoczone)            | Anthony i Joe Russo | Christopher Markus, Stephen McFeely                   | Kevin Feige | wydany | [ 64 ] [ 47 ] [ 65 ]        |
| Strażnicy Galaktyki Guardians of the Galaxy                          | 21 lipca 2014 (świat) 1 sierpnia 2014 (Polska) 1 sierpnia 2014 (Stany Zjednoczone)          | James Gunn          | James Gunn, Nicole Perlman                            | Kevin Feige | wydany | [ 66 ] [ 67 ] [ 68 ]        |
| Avengers: Czas Ultrona Avengers: Age of Ultron                       | 13 kwietnia 2015 (świat) 7 maja 2015 (Polska) 1 maja 2015 (Stany Zjednoczone)               | Joss Whedon         | Joss Whedon                                           | Kevin Feige | wydany | [ 69 ] [ 70 ] [ 56 ]        |
| Ant-Man                                                              | 29 czerwca 2015 (świat) 17 lipca 2015 (Polska) 17 lipca 2015 (Stany Zjednoczone)            | Peyton Reed         | Edgar Wright, Joe Cornish, Adam McKay, Paul Rudd      | Kevin Feige | wydany | [ 71 ] [ 72 ] [ 73 ] [ 74 ] |

#### Iron Man 3(2013)

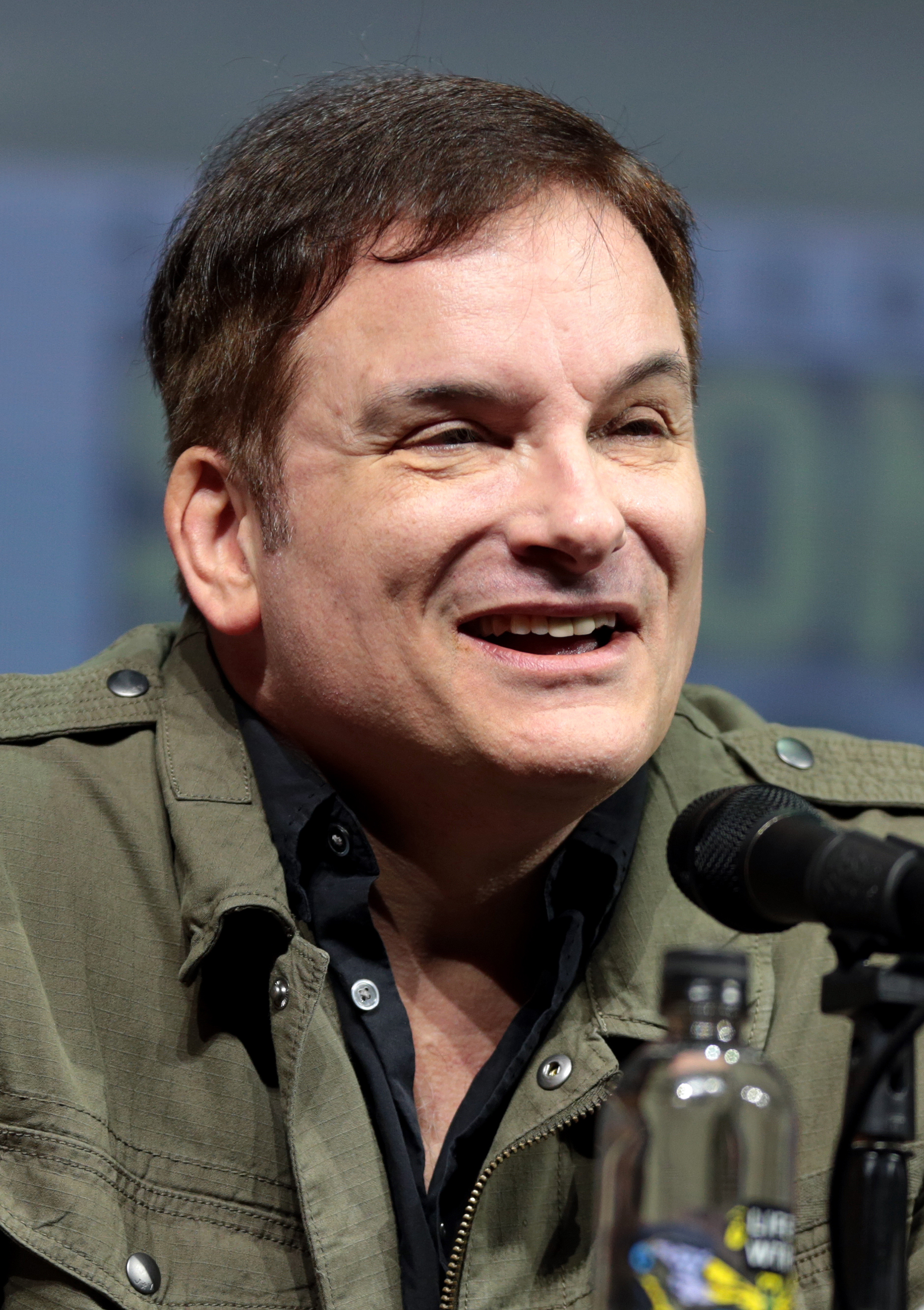
Shane Black, reżyser filmu Iron Man 3.

Iron Man 3 opowiada dalszą historię, który po wydarzeniach z Avengers walczy ze stresem i atakami paniki oraz przychodzi mu się zmierzyć z organizacją terrorystyczną kierowaną przez tajemniczego Mandaryna. Światowa premiera odbyła się 14 kwietnia 2013 roku w Paryżu. W Polsce zadebiutował on 9 maja tego samego roku.
Za reżyserię odpowiadał Shane Black, który wraz z Drew Pearcem stworzył również scenariusz, natomiast za produkcję Kevin Feige. W tytułowej roli powrócił Robert Downey Jr., a obok niego w rolach głównych wystąpili: Gwyneth Paltrow jako Pepper Potts, Don Cheadle jako James Rhodes, Guy Pearce jako Aldrich Killian, Rebecca Hall jako Maya Hansen, Stephanie Szostak jako Ellen Brandt, James Badge Dale jako Eric Savin, Jon Favreau jako Happy Hogan i Ben Kingsley jako Trevor Slattery.
Film jest sequelem filmów Iron Man z 2008 i Iron Man 2 z 2010 roku. Poza Downeyem Jr. swoje role z poprzednich filmów powtórzyli Paltrow, Favreau, Paul Bettany jako głos J.A.R.V.I.S.’a, Shaun Toub jako Ho Yinsen oraz Mark Ruffalo jako Bruce Banner w scenie po napisach.
Produkcja została zapowiedziana w październiku 2010 roku. Zdjęcia do filmu trwały od maja do grudnia 2012 roku.

#### Thor: Mroczny świat(2013)

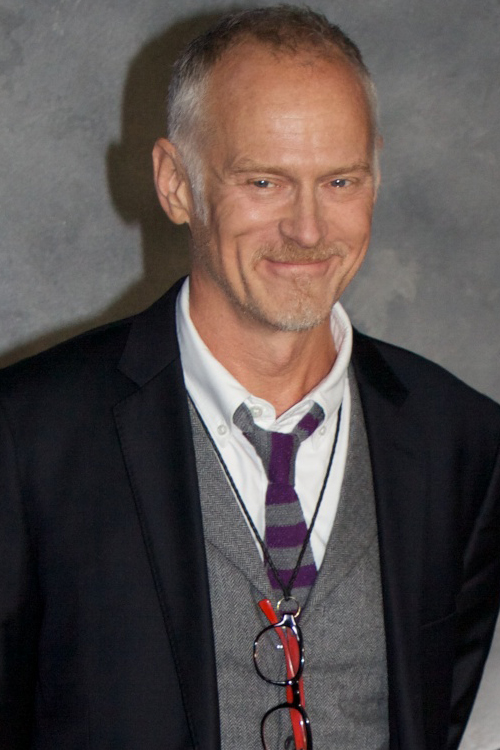
Alan Taylor, reżyser filmu Thor: Mroczny świat.

Thor: Mroczny świat (oryg. Thor: The Dark World) opowiada dalszą historię Thora, który sprzymierza się z Lokim, aby ochronić Dziewięć Krain przed Mrocznymi Elfami dowodzonymi przez Malekitha, który planuje pogrążyć Wszechświat w ciemności. Światowa premiera odbyła się 22 października 2013 roku w Londynie. W Polsce zadebiutował on 8 listopada tego samego roku.
Za reżyserię odpowiadał Alan Taylor, a za scenariusz Christopher Yost, Christopher Markus i Stephen McFeely. Producentem był Kevin Feige. W tytułowej roli wystąpił ponownie Chris Hemsworth, a obok niego w rolach głównych wystąpili: Natalie Portman jako Jane Foster, Tom Hiddleston jako Loki, Anthony Hopkins jako Odyn, Stellan Skarsgård jako Erik Selvig, Idris Elba jako Heimdall, Christopher Eccleston jako Malekith, Adewale Akinnuoye-Agbaje jako Algrim, Kat Dennings jako Darcy Lewis, Ray Stevenson jako Volstagg, Zachary Levi jako Fandral, Tadanobu Asano jako Hogun, Jaimie Alexander jako Sif i Rene Russo jako Frigga.
Film jest sequelem filmu Thor z 2011, a jego kontynuacje, Thor: Ragnarok i Thor: Miłość i grom, miały premierę w 2017 i 2022 roku. Poza Hemsworthem swoje role powtórzyli również: Portman, Hiddleston, Hopkins, Skarsgård, Elba, Dennings, Stevenson, Asano, Alexander i Russo oraz Chris Evans jako iluzja Kapitana Ameryki wytworzona przez Lokiego. Ponadto Levi zastąpił Joshę Dallasa, który zagrał rolę Fandrala w pierwszej części.
Produkcja została zapowiedziana w lipcu 2011 roku. Zdjęcia do filmu trwały od września do grudnia 2012 roku.

#### Kapitan Ameryka: Zimowy żołnierz(2014)
Kapitan Ameryka: Zimowy Żołnierz (oryg. Captain America: The Winter Soldier) opowiada dalszą historię Steve’a Rogersa / Kapitana Ameryki, który łączy siły z Natashą Romanoff / Czarną Wdową i Samem Wilsonem / Falconem, aby odkryć spisek wewnątrz T.A.R.C.Z.Y. i zmierzyć się z tajemniczym zabójcą, Zimowym Żołnierzem. Światowa premiera odbyła się 13 marca 2014 roku w Los Angeles. W Polsce zadebiutował on 26 marca tego samego roku.
Za reżyserię odpowiadali Anthony i Joe Russo, za scenariusz Christopher Markus i Stephen McFeely, którzy również napisali scenariusz do pierwszej części, natomiast za produkcję, Kevin Feige. W tytułowej roli wystąpił ponownie Chris Evans, a obok niego w rolach głównych wystąpili: Scarlett Johansson jako Natasha Romanoff, Sebastian Stan jako James Barnes, Anthony Mackie jako Sam Wilson, Cobie Smulders jako Maria Hill, Frank Grillo jako Brock Rumlow, Emily VanCamp jako Sharon Carter, Hayley Atwell jako Peggy Carter, Robert Redford jako Alexander Pierce i Samuel L. Jackson jako Nick Fury.
Film jest sequelem filmu Kapitan Ameryka: Pierwsze starcie z 2011, a jego kontynuacja Kapitan Ameryka: Wojna bohaterów miała premierę w 2016 roku. Na 2025 rok zapowiedziany jest czwarty film z serii, Kapitan Ameryka: Nowy wspaniały świat. Poza Evansem swoje role powtórzyli również: Johansson, Stan, Smulders, Atwell i Jackson oraz Maximiliano Hernández jako Jasper Sitwell, Toby Jones jako Arnim Zola, Garry Shandling jako Stern i Jenny Agutter jako Hawley.
Produkcja została oficjalnie potwierdzona w marcu 2012 roku. Zdjęcia do filmu trwały od kwietnia do czerwca 2013 roku.

#### Strażnicy Galaktyki(2014)

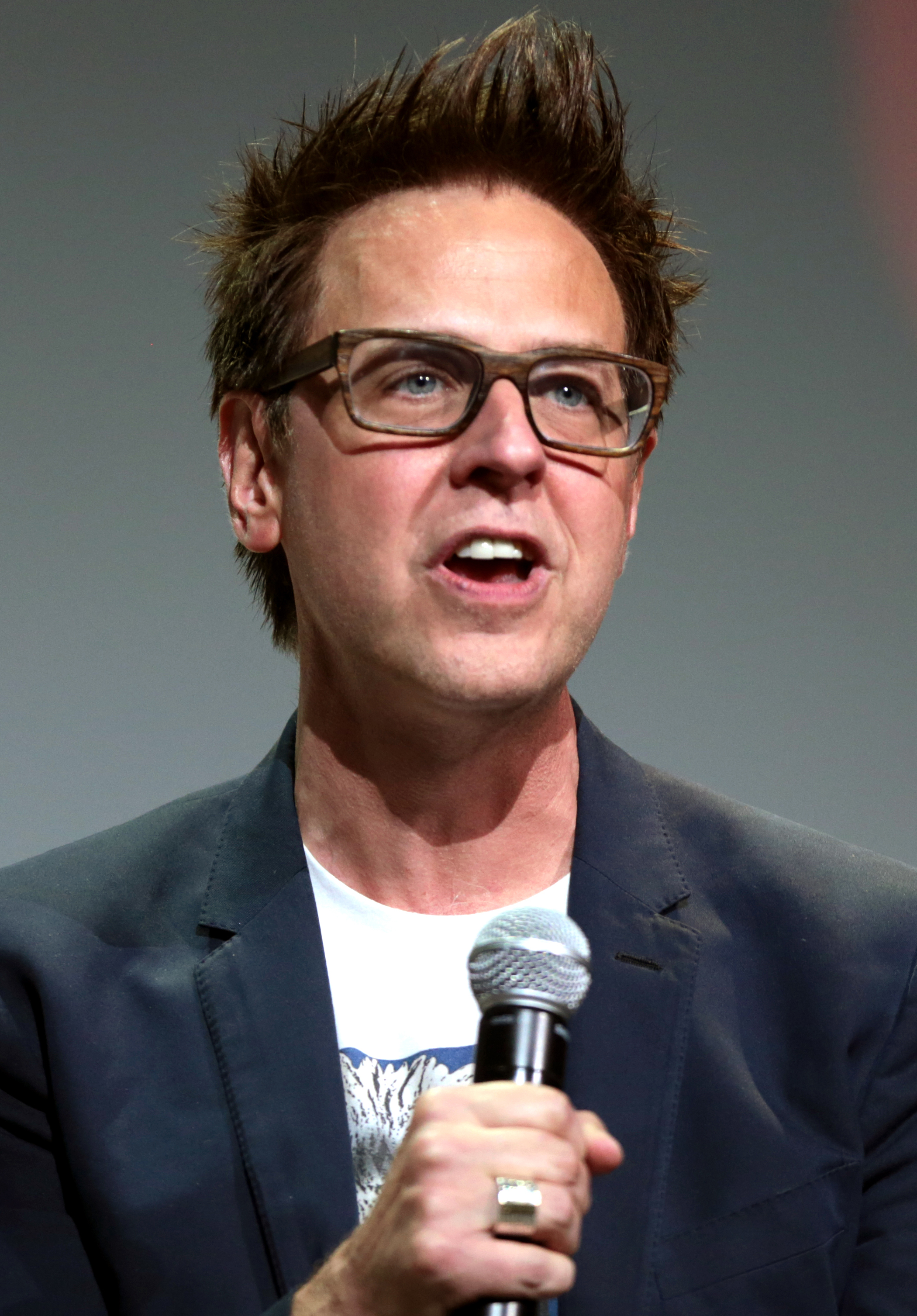
James Gunn, reżyser i scenarzysta trylogii Strażnicy Galaktyki i Guardians of the Galaxy Holiday Special.

Strażnicy Galaktyki (oryg. Guardians of the Galaxy) opowiadają historię Petera Quilla, który w wyniku kradzieży artefaktu staje się celem Ronana. W sytuacji zagrożenia Peter sprzymierza się z czwórką outsiderów: zabójczą Gamorą, drzewokształtnym Grootem, szopem Rocketem i żądnym zemsty Draxem. Od całej piątki zależą od tego momentu losy całej galaktyki. Światowa premiera odbyła się 21 lipca 2014 roku w Los Angeles. W Polsce zadebiutował on 1 sierpnia tego samego roku.
Za reżyserię odpowiadał James Gunn, który wraz z Nicole Perlman stworzył również scenariusz, natomiast za produkcję Kevin Feige. W rolę tytułowych Strażników wcielili się: Chris Pratt jako Peter Quill, Zoe Saldaña jako Gamora, Dave Bautista jako Drax oraz Vin Diesel i Bradley Cooper jako głosy Groota i Rocketa. Obok nich w głównych rolach wystąpili: Lee Pace jako Ronan, Michael Rooker jako Yondu, Karen Gillan jako Nebula, Djimon Hounsou jako Korath, John C. Reilly jako Rhomann Dey, Glenn Close jako Irani Rael i Benicio del Toro jako Taneleer Tivan.
W 2017 roku premierę miał sequel Strażnicy Galaktyki vol. 2, a w 2023 roku – trzecią część Strażnicy Galaktyki vol. 3. Swoje role z poprzednich filmów franczyzy powtarzają del Toro i Ophelia Lovibond jako Carina. Obydwoje pojawili się wcześniej w scenie po napisach filmu Thor: Mroczny świat. Pojawił się również Josh Brolin jako Thanos, który zastąpił w tej roli Damona Poitiera.
Produkcja została zapowiedziana w lipcu 2012 roku podczas San Diego Comic-Conu. Zdjęcia do filmu trwały od czerwca do października 2013 roku.

#### Avengers: Czas Ultrona(2015)
Avengers: Czas Ultrona (oryg. Avengers: Age of Ultron) opowiada dalszą historię tytułowej drużyny. Tony Stark uruchamia specjalny program w celu osiągnięcia pokoju na świecie. On, Steve Rogers, Thor, Bruce Banner, Natasha Romanoff i Clint Barton muszą zmierzyć się Ultronem, który planuje zniszczenie ludzkości. Światowa premiera odbyła się 13 kwietnia 2015 roku w Los Angeles. W Polsce zadebiutował on 7 maja tego samego roku.
Za reżyserię i scenariusz odpowiadał Joss Whedon, a za produkcję Kevin Feige. W głównych rolach wystąpili: Robert Downey Jr. jako Tony Stark / Iron Man, Chris Hemsworth jako Thor, Mark Ruffalo jako Bruce Banner / Hulk, Chris Evans jako Steve Rogers / Kapitan Ameryka, Scarlett Johansson jako Natasha Romanoff / Czarna Wdowa, Jeremy Renner jako Clint Barton / Hawkeye, Don Cheadle jako James Rhodes / War Machine, Aaron Taylor-Johnson jako Peter Maximoff / Quicksilver, Elizabeth Olsen jako Wanda Maximoff / Scarlet Witch, Paul Bettany jako Vision i głos J.A.R.V.I.S.’a, Cobie Smulders jako Maria Hill, Anthony Mackie jako Sam Wilson / Falcon, Hayley Atwell jako Peggy Carter, Idris Elba jako Heimdall, Stellan Skarsgård jako Erik Selvig, James Spader jako Ultron i Samuel L. Jackson jako Nick Fury.
Jest to sequel filmu Avengers z 2012 roku. Jego kolejne części Avengers: Wojna bez granic i Avengers: Koniec gry miały premierę w 2018 i 2019 roku. Na 2025 i 2026 rok zapowiedziane zostały dwa kolejne filmy z serii, Avengers 5 i Avengers: Secret Wars. Swoje role z poprzednich produkcji franczyzy powtórzyli: Downey Jr., Evans, Hemsworth, Johansson, Renner, Cheadle, Taylor-Johnson, Olsen, Smulders, Mackie, Skarsgård i Jackson oraz Thomas Kretschmann jako Wolfgang von Strucker, Henry Goodman jako List i Aaron Himelstein jako Cameron Klein oraz w scenie po napisach Josh Brolin jako Thanos. Bettany, który powtórzył swoją rolę głosu J.A.R.V.I.S.’a zagrał również drugą postać w filmie, Visiona.
Produkcja została potwierdzona w sierpniu 2012 roku początkowo jako zakończenie drugiej Fazy. Jednak ostatecznie zdecydowano, że będzie to Ant-Man. Zdjęcia do filmu trwały od lutego do sierpnia 2014 roku.

#### Ant-Man(2015)

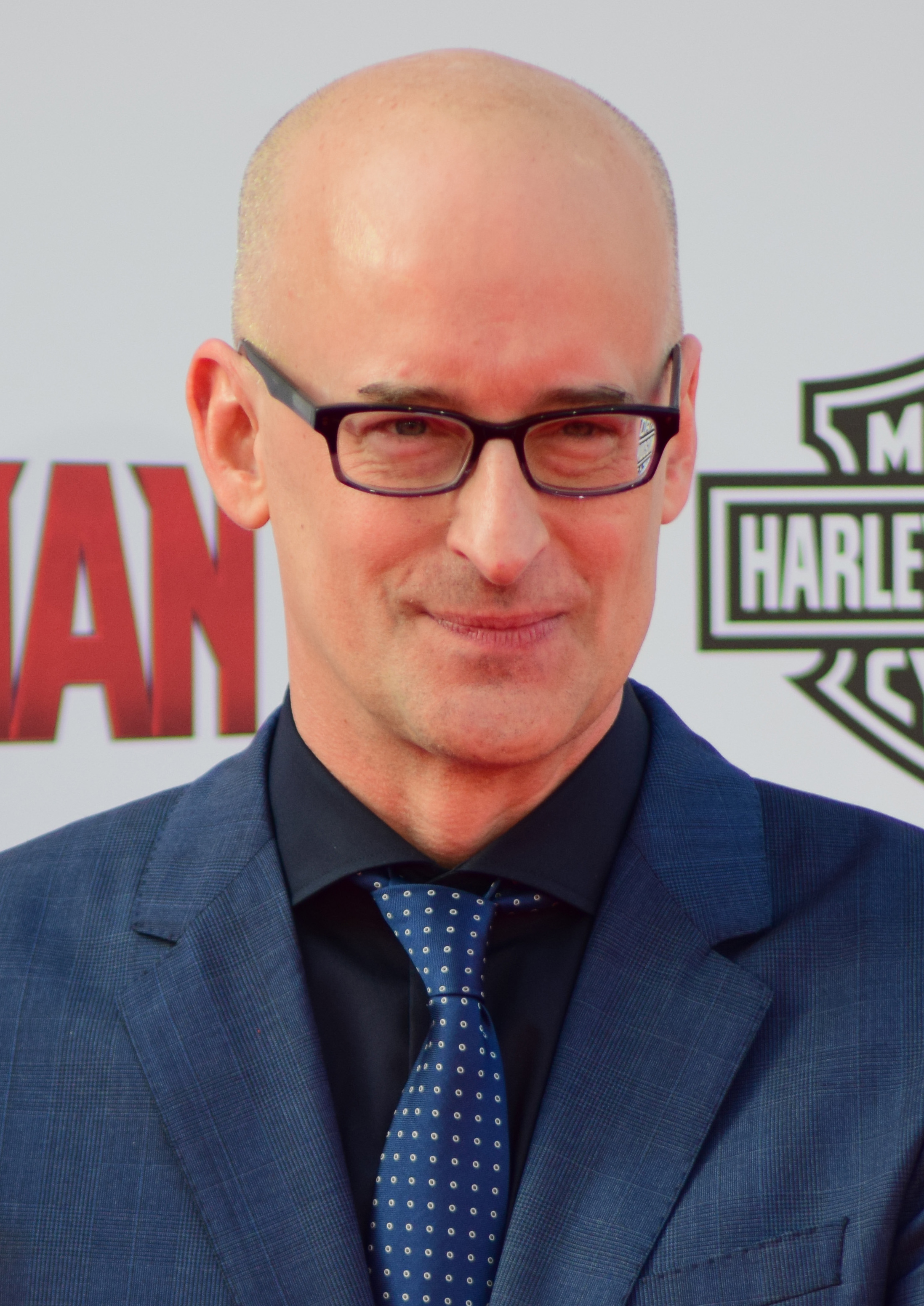
Peyton Reed, reżyser filmów Ant-Man, Ant-Man i Osa oraz Ant-Man i Osa: Kwantomania.

Ant-Man opowiada historię złodzieja Scotta Langa, który musi się pogodzić z nową rolą superbohatera. Dzięki specjalnemu kombinezonowi posiadł niezwykłą umiejętnością zmniejszania rozmiaru z jednoczesnym zwiększaniem swojej siły. Wraz ze swoim mentorem, dr. Hankiem Pymem stara się ochronić tajemnice tej technologii i stawić czoła zagrożeniom. Światowa premiera odbyła się 29 czerwca 2015 roku w Los Angeles. W Polsce zadebiutował on 17 lipca tego samego roku.
Za reżyserię odpowiadał Peyton Reed, za scenariusz Edgar Wright, Joe Cornish, Adam McKay i Paul Rudd. Producentem był Kevin Feige. W tytułową rolę wcielił się Paul Rudd, a obok niego w głównych rolach wystąpili: Evangeline Lilly jako Hope Van Dyne, Corey Stoll jako Darren Cross, Bobby Cannavale jako James Paxton, Michael Peña jako Luis, Tip „T.I.” Harris jako Dave, Anthony Mackie jako Sam Wilson, Wood Harris jako Gale, Judy Greer jako Maggie Lang, David Dastmalchian jako Kurt i Michael Douglas jako Hank Pym.
W 2018 roku premierę miał sequel filmu Ant-Man i Osa, a w 2023 roku pojawiła się kontynuacja, Ant-Man i Osa: Kwantomania. Swoje role z poprzednich produkcji powtórzyli: Mackie, Hayley Atwell jako Peggy Carter i John Slattery jako Howard Stark oraz Chris Evans jako Steve Rogers i Sebastian Stan jako Bucky Barnes w scenie po napisach.
Produkcja została oficjalnie zapowiedziana w lipcu 2012 roku podczas San Diego Comic-Conu, jednak dopiero w październiku 2012 roku została podana data premiery zaplanowana początkowo na 6 listopada 2015 roku. Początkowo miał być on pierwszym filmem Fazy III, jednak zdecydowano, że obraz ten zakończy II Fazę MCU. Zdjęcia do filmu trwały od sierpnia do grudnia 2014 roku. 

### Faza III
| Tytuł                                                       | Data premiery                                                                                   | Reżyseria              | Scenariusz                                                                                       | Producent                      | Status | Przypisy                                |
| ----------------------------------------------------------- | ----------------------------------------------------------------------------------------------- | ---------------------- | ------------------------------------------------------------------------------------------------ | ------------------------------ | ------ | --------------------------------------- |
| Kapitan Ameryka: Wojna bohaterów Captain America: Civil War | 12 kwietnia 2016 (świat) 6 maja 2016 (Polska) 6 maja 2016 (Stany Zjednoczone)                   | Anthony i Joe Russo    | Christopher Markus, Stephen McFeely                                                              | Kevin Feige                    | wydany | [ 48 ] [ 102 ] [ 103 ] [ 104 ]          |
| Doktor Strange Doctor Strange                               | 20 października 2016 (świat) 26 października 2016 (Polska) 4 listopada 2016 (Stany Zjednoczone) | Scott Derrickson       | Scott Derrickson, C. Robert Cargill, Jon Spaihts                                                 | Kevin Feige                    | wydany | [ 48 ] [ 105 ] [ 106 ] [ 107 ]          |
| Strażnicy Galaktyki vol. 2 Guardians of the Galaxy Vol. 2   | 10 kwietnia 2017 (świat) 5 maja 2017 (Polska) 5 maja 2017 (Stany Zjednoczone)                   | James Gunn             | James Gunn                                                                                       | Kevin Feige                    | wydany | [ 48 ] [ 108 ] [ 109 ] [ 110 ]          |
| Spider-Man: Homecoming                                      | 28 czerwca 2017 (świat) 14 lipca 2017 (Polska) 7 lipca 2017 (Stany Zjednoczone)                 | Jon Watts              | John Francis Daley, Jonathan Goldstein, Jon Watts, Christopher Ford, Chris McKenna, Erik Sommers | Kevin Feige, Amy Pascal        | wydany | [ 111 ] [ 112 ] [ 113 ] [ 114 ]         |
| Thor: Ragnarok                                              | 10 października 2017 (świat) 25 października 2017 (Polska) 3 listopada 2017 (Stany Zjednoczone) | Taika Waititi          | Eric Perason, Craig Kyle, Christopher Yost                                                       | Kevin Feige                    | wydany | [ 42 ] [ 115 ] [ 116 ] [ 117 ] [ 118 ]  |
| Czarna Pantera Black Panther                                | 29 stycznia 2018 (świat) 14 lutego 2018 (Polska) 16 lutego 2018 (Stany Zjednoczone)             | Ryan Coogler           | Ryan Coogler, Joe Robert Cole                                                                    | Kevin Feige                    | wydany | [ 119 ] [ 120 ] [ 121 ] [ 122 ]         |
| Avengers: Wojna bez granic Avengers: Infinity War           | 23 kwietnia 2018 (świat) 26 kwietnia 2018 (Polska) 27 kwietnia 2018 (Stany Zjednoczone)         | Anthony i Joe Russo    | Christopher Markus, Stephen McFeely                                                              | Kevin Feige                    | wydany | [ 123 ] [ 124 ] [ 125 ] [ 126 ] [ 127 ] |
| Ant-Man i Osa Ant-Man and the Wasp                          | 25 czerwca 2018 (świat) 3 sierpnia 2018 (Polska) 6 lipca 2018 (Stany Zjednoczone)               | Peyton Reed            | Andrew Barrer, Gabriel Ferrari, Paul Rudd, Adam McKay                                            | Kevin Feige, Stephen Broussard | wydany | [ 119 ] [ 128 ] [ 129 ] [ 130 ]         |
| Kapitan Marvel Captain Marvel                               | 27 lutego 2019 (świat) 8 marca 2019 (Polska) 8 marca 2019 (Stany Zjednoczone)                   | Anna Boden, Ryan Fleck | Anna Boden, Ryan Fleck, Geneva Robertson-Dworet                                                  | Kevin Feige                    | wydany | [ 119 ] [ 131 ] [ 132 ] [ 133 ]         |
| Avengers: Koniec gry Avengers: Endgame                      | 21 kwietnia 2019 (świat) 25 kwietnia 2019 (Polska) 26 kwietnia 2019 (Stany Zjednoczone)         | Anthony i Joe Russo    | Christopher Markus, Stephen McFeely                                                              | Kevin Feige                    | wydany | [ 134 ] [ 135 ] [ 126 ] [ 127 ]         |
| Spider-Man: Daleko od domu Spider-Man: Far From Home        | 26 czerwca 2019 (świat) 5 lipca 2019 (Polska) 2 lipca 2019 (Stany Zjednoczone)                  | Jon Watts              | Chris McKenna, Erik Sommers                                                                      | Kevin Feige, Amy Pascal        | wydany | [ 136 ] [ 137 ] [ 138 ] [ 139 ]         |

#### Kapitan Ameryka: Wojna bohaterów(2016)
Kapitan Ameryka: Wojna bohaterów (oryg. Captain America: Civil War) opowiada o Stevie Rogersie, który z nowym składem Avengers musi sobie poradzić z kolejnym międzynarodowym problemem po wydarzeniach w Sokowii. Władze państw próbują wprowadzić ustawę regulującą działania superbohaterów oraz określenie, kiedy korzystać z pomocy Avengers. Powoduje to rozłam wśród grupy, Rogers sprzeciwia się temu rozwiązaniu, a popiera je Tony Stark. Światowa premiera filmu odbyła się 12 kwietnia 2016 roku w Los Angeles. W Polsce zadebiutował on 6 maja 2016 roku.
Za reżyserię odpowiadali Anthony i Joe Russo, za scenariusz Christopher Markus i Stephen McFeely, natomiast za produkcję, Kevin Feige. Swoją rolę Steve’a Rogersa / Kapitana Ameryki powtórzył Chris Evans. Obok niego w rolach głównych wystąpili: Robert Downey Jr. jako Tony Stark, Scarlett Johansson jako Natasha Romanoff, Sebastian Stan jako Bucky Barnes, Anthony Mackie jako Sam Wilson, Don Cheadle jako James Rhodes, Jeremy Renner jako Clint Barton, Chadwick Boseman jako T’Challa, Paul Bettany jako Vision, Elizabeth Olsen jako Wanda Maximoff, Paul Rudd jako Scott Lang, Emily VanCamp jako Sharon Carter, Tom Holland jako Peter Parker, Frank Grillo jako Brock Rumlow, William Hurt jako Thaddeus Ross i Daniel Brühl jako Helmut Zemo.
Film jest kontynuacją Kapitan Ameryka: Pierwsze starcie i Kapitan Ameryka: Zimowy żołnierz, a jego wydarzenia umiejscowione są po Avengers: Czas Ultrona. Jest on inspirowany komiksem Wojna domowa. Na 2025 rok zapowiedziany jest czwarty film z serii, Kapitan Ameryka: Nowy wspaniały świat. Poza Evansem swoje role z poprzednich filmów o Kapitanie powtarzają również Johansson, Stan, Mackie, VanCamp i Grillo. Natomiast Downey Jr., Rudd, Cheadle, Renner, Bettany, Olsen i Hurt powtarzają swoje role z innych filmów franczyzy, poza nimi z innych produkcji powracają John Slattery jako Howard Stark i Kerry Condon jako głos F.R.I.D.A.Y.
Trzecia część została zapowiedziana w marcu 2014 roku, a pełny tytuł filmu został ujawniony na MavelEvent w październiku 2014 roku podczas prezentacji filmów Trzeciej Fazy Uniwersum. Początkowo miał być to drugi film, po Ant-Manie w Fazie III MCU, jednak zdecydowano, że będzie on ją rozpoczynał. Zdjęcia do filmu trwały od kwietnia do sierpnia 2015 roku.

#### Doktor Strange(2016)

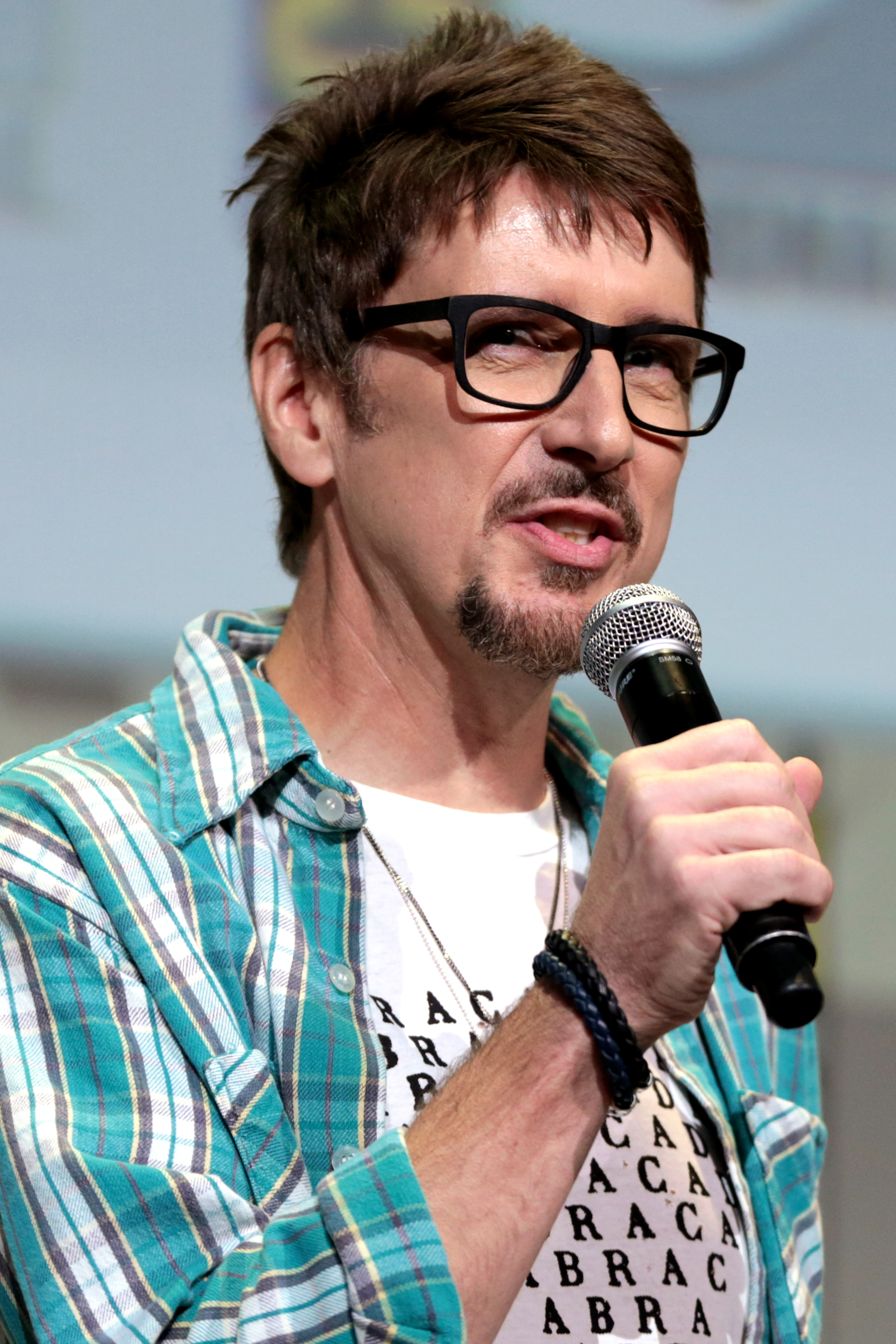
Scott Derrickson, reżyser i współscenarzysta filmu Doktor Strange.

Doktor Strange (oryg. Doctor Strange) opowiada historię światowej sławy neurochirurga Stephena Strange’a, który w wyniku wypadku samochodowego traci możliwość wykonywania zawodu i odkrywa świat magii i alternatywnych wymiarów. Światowa premiera filmu miała miejsce 20 października 2016 roku w Los Angeles. W Polsce zadebiutował on 26 października tego samego roku.
Za reżyserię odpowiadał Scott Derrickson, który napisał scenariusz razem z C. Robertem Cargillem i Jonem Spaihtsem, natomiast za produkcję, Kevin Feige. Tytułową rolę zagrał Benedict Cumberbatch, a obok niego w głównych rolach wystąpili: Chiwetel Ejiofor jako Karl Mordo, Rachel McAdams jako Christine Palmer, Benedict Wong jako Wong, Michael Stuhlbarg jako Nicodemus West, Benjamin Bratt jako Jonathan Pangborn, Scott Adkins jako Lucian Aster, Mads Mikkelsen jako Kaecilius i Tilda Swinton jako Starożytna.
Swoją rolę z innych produkcji franczyzy powtórzył Chris Hemsworth jako Thor w scenie po napisach. W 2022 roku premierę miał sequel, Doktor Strange w multiwersum obłędu.
Film został zapowiedziany na MarvelEvent w październiku 2014 roku podczas prezentacji filmów Trzeciej Fazy Uniwersum. Zdjęcia do filmu rozpoczęły się w listopadzie 2015 roku, a zakończyły się na początku kwietnia 2016 roku.

#### Strażnicy Galaktyki vol. 2(2017)
Strażnicy Galaktyki vol. 2 (oryg. Guardians of the Galaxy Vol. 2) opowiada dalsze losy tytułowej drużyny, która odkrywa tajemnicę ojca Petera Quilla i ponownie ratuje galaktykę. Światowa premiera filmu odbyła się 10 kwietnia 2017 roku w Tokio. W Polsce zadebiutował on 5 maja tego samego roku.
Za reżyserię i scenariusz odpowiadał jest James Gunn, a za produkcję Kevin Feige. W rolach głównych wystąpili: Chris Pratt jako Peter Quill, Zoe Saldana jako Gamora, Dave Bautista jako Drax, Vin Diesel jako głos Groota, Bradley Cooper jako głos Rocketa, Michael Rooker jako Yondu, Karen Gillan jako Nebula, Pom Klementieff jako Mantis, Elizabeth Debicki jako Ayesha, Chris Sullivan jako Tsarface, Sean Gunn jako Kraglin, Sylvester Stallone jako Stakar Ogord i Kurt Russell jako Ego.
Film jest bezpośrednią kontynuacją poprzedniej części pod tytułem Strażnicy Galaktyki z 2014 roku. W 2023 roku premierę miała trzecia część, Strażnicy Galaktyki vol. 3. Pratt, Saldana, Bautista, Diesel, Cooper, Rooker, Gillian i Gunn powtarzają swoje role z poprzedniej części. Również Laura Haddock jako Meredith Quill, Gregg Henry jako dziadek Quilla i Seth Green jako głos Kaczora Howarda powracają w swoich rolach.
Film został zapowiedziany podczas San Diego Comic-Conu w 2014 roku, przed premierą pierwszej części początkowo z premierą w lipcu 2017 roku. Na MarvelEvent w październiku 2014 roku podczas prezentacji filmów Trzeciej Fazy Uniwersum data premiery filmu została przyspieszona o kilka miesięcy. Zdjęcia do filmu rozpoczęły się w lutym 2016 roku w Atlancie, a zakończyły się w połowie czerwca tego samego roku.

#### Spider-Man: Homecoming(2017)

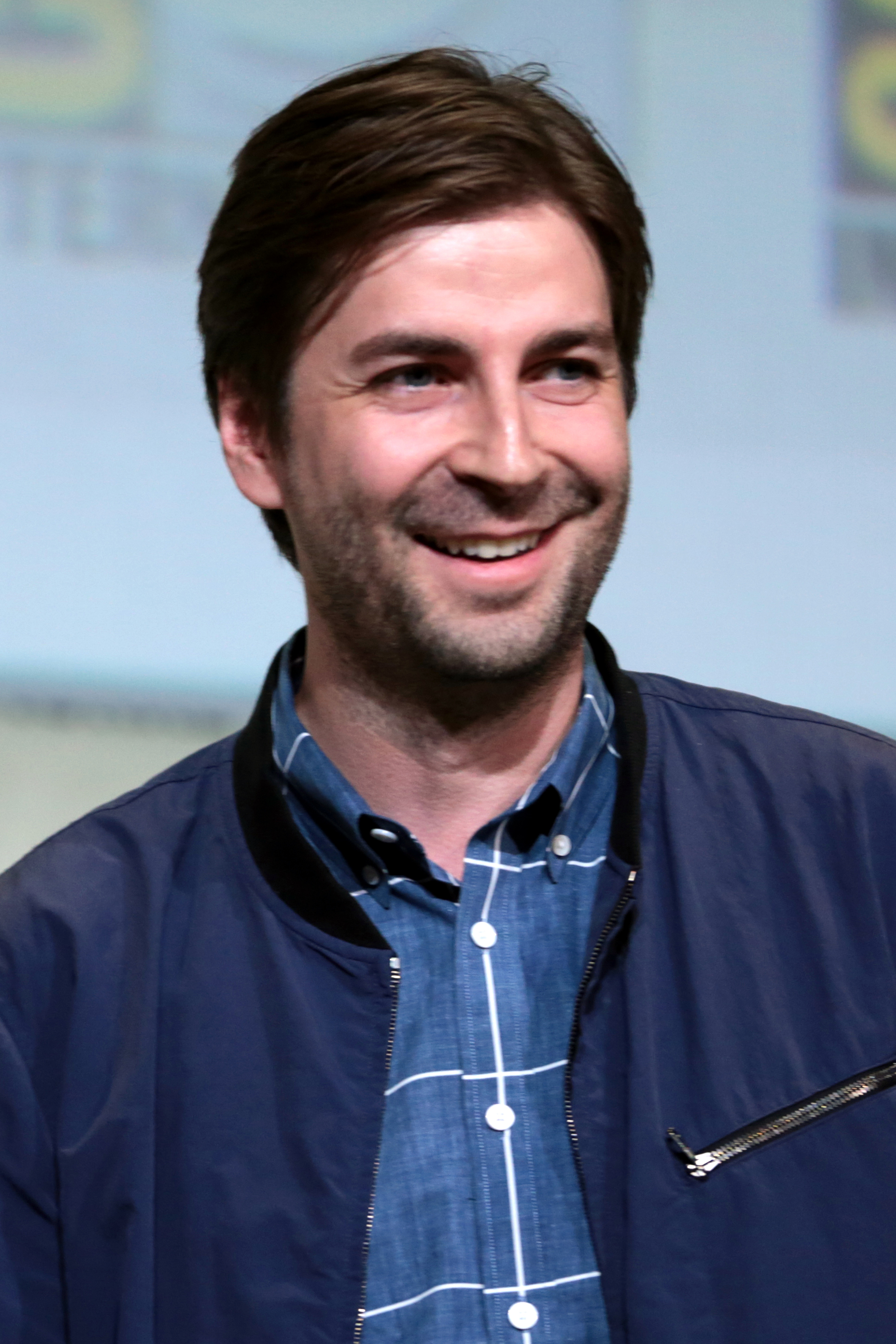
Jon Watts, reżyser filmów Spider-Man: Homecoming, Spider-Man: Daleko od domu i Spider-Man: Bez drogi do domu

Spider-Man: Homecoming opowiada historię Petera Parkera, który po wydarzeniach w filmie Kapitan Ameryka: Wojna bohaterów z pomocą swojego mentora Tony’ego Starka, stara się pogodzić życie zwykłego nastolatka z Nowego Jorku z życiem superbohatera o imieniu Spider-Man zwalczającego przestępczość w swoim mieście. Nagle pojawia się zagrożenie w postaci niebezpiecznego złoczyńcy, Vulture’a. Światowa premiera filmu miała miejsce 28 czerwca 2017 roku w Los Angeles. W Polsce zadebiutował on 14 lipca tego samego roku.
Za reżyserię odpowiadał Jon Watts, który napisał scenariusz z Jonathanem Goldsteinem, Johnem Francisem Daleyem, Christopherem Fordem, Chrisem McKenną i Erikiem Sommersem, natomiast producentami byli Kevin Feige i Amy Pascal. W tytułową rolę wcielił się Tom Holland, a obok niego w głównych rolach wystąpili: Michael Keaton jako Vulture, Jon Favreau jako Happy Hogan, Zendaya Coleman jako Michelle Jones, Donald Glover jako Aaron Davis, Tyne Daly jako Anne Marie Hoag, Marisa Tomei jako May Parker i Robert Downey Jr. jako Tony Stark.
Film nawiązuje bezpośrednio do wydarzeń w Kapitan Ameryka: Wojna bohaterów, gdzie postacie zagrane przez Hollanda i Tomei zostały wprowadzone do Uniwersum. W lipcu 2017 roku zostało ujawnione, że dziecko z maską Iron Mana uratowane przez Tony’ego Starka w filmie Iron Man 2 to Peter Parker. Został on wtedy zagrany przez Maxa Favreau. Jon Favreau i Downey Jr. powtarzają swoje role z wcześniejszych filmów franczyzy. Również w swoich rolach powracają Gwyneth Paltrow jako Pepper Potts; Kerry Condon jako F.R.I.D.A.Y., Chris Evans jako Steve Rogers i Martin Starr jako pan Roger Harrington. Kontynuacja filmu Spider-Man: Daleko od domu miała premierę w 2019, a trzecia część, Spider-Man: Bez drogi do domu, pojawiła się w 2021 rok.
W grudniu 2014 roku na skutek ataku hakerskiego na Sony Pictures pojawiły się informacje, że w związku z niezadowalającymi wynikami finansowymi, studio postanowiło anulować plany dotyczące kontynuacji i spin-offów Niesamowitego Spider-Mana, a zamiast tego ponownie zrebootować serię, tym razem współpracując z Marvel Studios i wprowadzając postać do Filmowego Uniwersum Marvela. W lutym 2015 roku informacja o współpracy z Marvel Studios została potwierdzona wraz z oficjalną datą premiery. Zapowiedź filmu spowodowała przesunięcie dat premier innych filmów Fazy Trzeciej. Zdjęcia rozpoczęły się w czerwcu 2016 roku, a zostały zakończone na początku października tego samego roku. Film był dystrybuowany przez Sony Pictures Entertainment.

#### Thor: Ragnarok(2017)

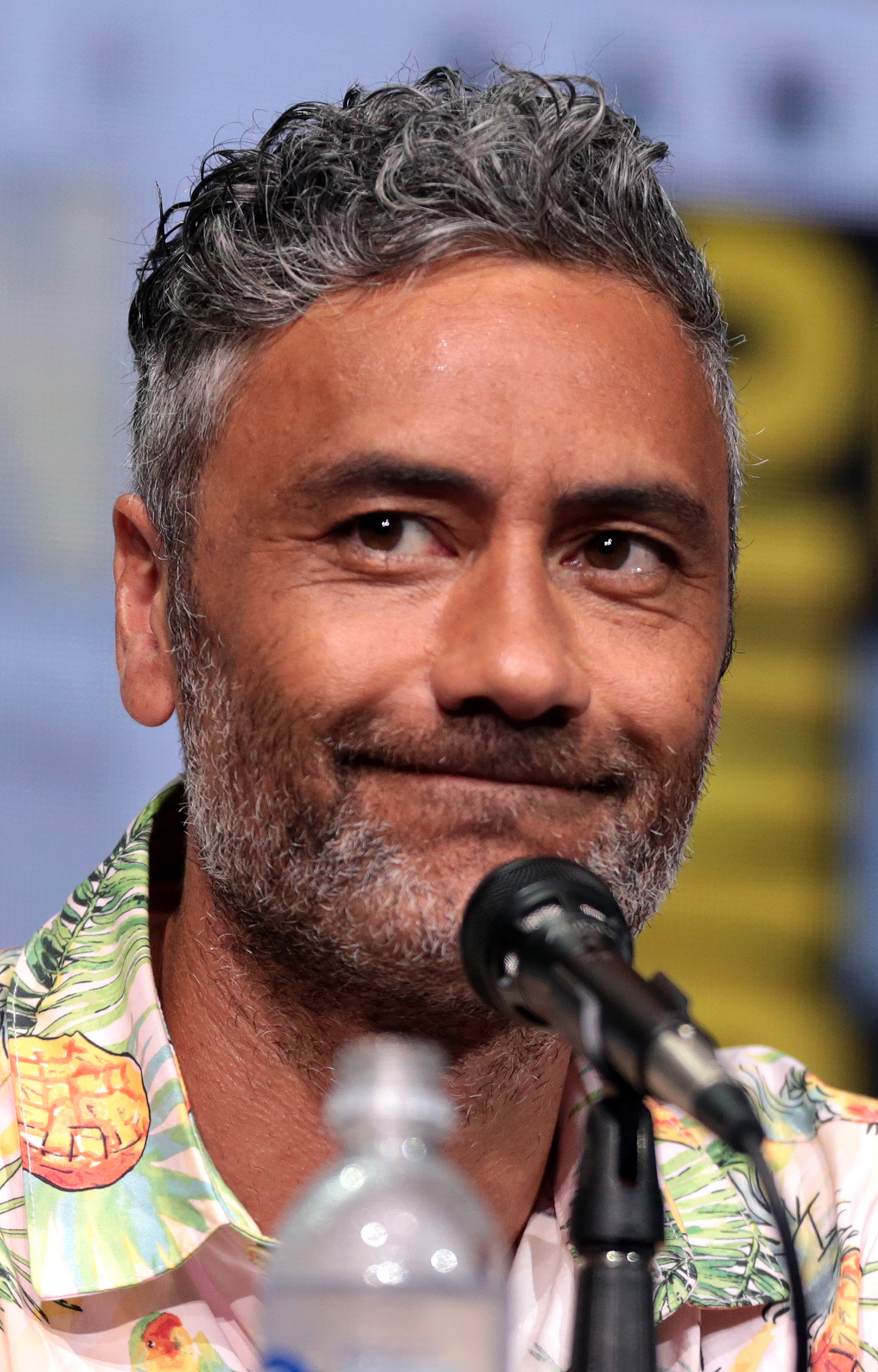
Taika Waititi, reżyser filmów Thor: Ragnarok i Thor: Miłość i grom.

Thor: Ragnarok opowiada dalszą historię Thora, który musi pokonać Hulka w walce gladiatorów na planecie Sakaar, aby móc powrócić do Asgardu i uratować go przed swoją siostrą Helą i uchronić przed Ragnarökiem. Światowa premiera filmu miała miejsce 10 października 2017 roku w Los Angeles. W Polsce zadebiutował on 25 października 2017 roku.
Za reżyserię odpowiadał Taika Waititi, za scenariusz Eric Pearson, Craig Kyle i Christopher Yost, a za produkcję Kevin Feige. W tytułowej roli ponownie pojawił się Chris Hemsworth, a obok niego w rolach głównych wystąpili: Tom Hiddleston jako Loki, Cate Blanchett jako Hela, Idris Elba jako Heimdall, Jeff Goldblum jako Arcymistrz, Tessa Thompson jako Walkiria, Karl Urban jako Skurge, Mark Ruffalo jako Bruce Banner / Hulk i Anthony Hopkins jako Odyn.
Jest on kontynuacją filmów Thor z 2011 roku i Thor: Mroczny świat z 2013 roku, a jego czwarta część, Thor: Miłość i grom miała premierę w 2022 roku. Poza Hemsworthem z poprzednich filmów o Thorze swoje role powtarzają również Hiddleston, Elba i Hopkins. Powracają również Zachary Levi jako Fandral, Tadanobu Asano jako Hogun i Ray Stevenson jako Volstagg. Natomiast Ruffalo, Benedict Cumberbatch jako Stephen Strange i Scarlett Johansson jako Natasha Romanoff / Czarna Wdowa powtarzają swoje role z poprzednich produkcji franczyzy.
Trzecia część została zapowiedziana w styczniu 2014 roku, a pełny tytuł filmu został ujawniony na MarvelEvent w październiku 2014 roku podczas prezentacji filmów Trzeciej Fazy Uniwersum. Zdjęcia rozpoczęły się w lipcu, a zakończyły się w październiku 2016 roku.

#### Czarna Pantera(2018)

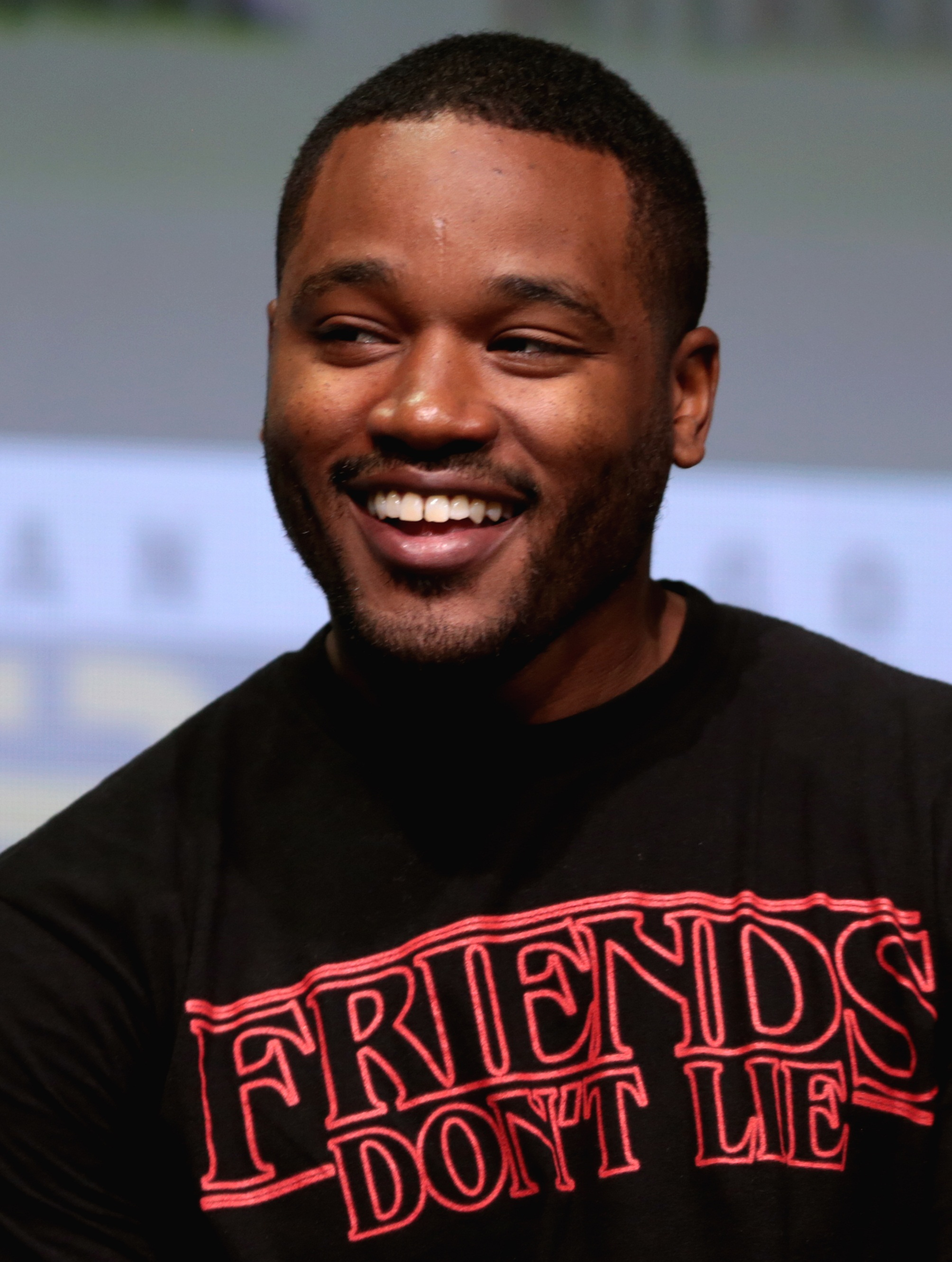
Ryan Coogler, reżyser i współscenarzysta filmów Czarna Pantera i Czarna Pantera: Wakanda w moim sercu.

Czarna Pantera (oryg. Black Panther) opowiada historię T’Challi / Czarnej Pantery, który po wydarzeniach w filmie Kapitan Ameryka: Wojna bohaterów powraca do Wakandy, aby objąć tron po śmierci ojca. Jego władza zostanie zakwestionowana przez dawnego przeciwnika, co doprowadza do międzynarodowego konfliktu. Światowa premiera filmu miała miejsce 29 stycznia 2018 roku w Los Angeles. W Polsce zadebiutował on 14 lutego tego samego roku.
Za reżyserię odpowiadał Ryan Coogler, który napisał scenariusz razem z Joe Robertem Cole’em, natomiast producentem był Kevin Feige. Tytułową rolę zagrał Chadwick Boseman, a obok niego w głównych rolach wystąpili: Michael B. Jordan jako Killmonger, Lupita Nyong’o jako Nakia, Danai Gurira jako Okoye, Martin Freeman jako Everett K. Ross, Daniel Kaluuya jako W’Kabi, Letitia Wright jako Shuri, Winston Duke jako M’Baku, Angela Bassett jako Ramonda, Forest Whitaker jako Zuri i Andy Serkis jako Ulysses Klaue.
Film nawiązuje bezpośrednio do wydarzeń w Kapitan Ameryka: Wojna bohaterów, gdzie postać zagrana przez Bosemana została wprowadzona do Uniwersum. Freeman i Serkis oraz John Kani jako T’Chaka, Florence Kasumba jako Ayo i Sebastian Stan jako Bucky Barnes powracają w swoich rolach z poprzednich produkcji franczyzy. Kontynuacja filmu, Czarna Pantera: Wakanda w moim sercu miała premierę w 2022 roku.
Film został zapowiedziany na MavelEvent w październiku 2014 roku podczas prezentacji filmów Trzeciej Fazy Uniwersum. Zdjęcia do filmu trwały od stycznia do kwietnia 2017 roku.

#### Avengers: Wojna bez granic(2018)
Avengers: Wojna bez granic (oryg. Avengers: Infinity War) opowiada dalszą historię tytułowej drużyny, która łączy siły razem ze Strażnikami Galaktyki i innymi superbohaterami, aby powstrzymać Thanosa przed zebraniem wszystkich Kamieni Nieskończoności i zgładzeniem połowy istnień we wszechświecie. Światowa premiera filmu miała miejsce 23 kwietnia 2018 roku w Los Angeles. W Polsce zadebiutował on 26 kwietnia tego samego.
Za reżyserię odpowiadali bracia Anthony i Joe Russo, za scenariusz Christopher Markus i Stephen McFeely, a producentem filmu był Kevin Feige. W rolach głównych wystąpili: Robert Downey Jr. jako Tony Stark, Chris Hemsworth jako Thor, Mark Ruffalo jako Bruce Banner, Chris Evans jako Steve Rogers, Scarlett Johansson jako Natasha Romanoff, Benedict Cumberbatch jako Stephen Strange, Don Cheadle jako James Rhodes, Tom Holland jako Peter Parker, Chadwick Boseman jako T’Challa, Paul Bettany jako Vision, Elizabeth Olsen jako Wanda Maximoff, Anthony Mackie jako Sam Wilson, Sebastian Stan jako Bucky Barnes, Danai Gurira jako Okoye, Letitia Wright jako Shuri, Dave Bautista jako Drax, Zoe Saldana jako Gamora, Josh Brolin jako Thanos i Chris Pratt jako Peter Quill.
Film jest kontynuacją Avengers i Avengers: Czas Ultrona. Jego sequel, Avengers: Koniec gry miał premierę w 2019 roku. Na 2025 i 2026 rok zapowiedziane zostały dwa kolejne filmy z serii, Avengers 5 i Avengers: Secret Wars. Swoje role z poprzednich filmów franczyzy, poza wyżej wymienionymi aktorami, powtarzają również: Vin Diesel jako głos Groota, Bradley Cooper jako głos Rocketa, Karen Gillan jako Nebula, Gwyneth Paltrow jako Pepper Potts, Benicio del Toro jako Kolekcjoner, Tom Hiddleston jako Loki, Idris Elba jako Heimdall, Benedict Wong jako Wong, Pom Klementieff jako Mantis, William Hurt jako Thaddeus Ross, Kerry Condon jako F.R.I.D.A.Y., Winston Duke jako M’Baku, Florence Kasumba jako Ayo, Jacob Batalon jako Ned Leeds, Isabella Amara jako Sally Avril, Tiffany Espensen jako Cindy Moon, Ethan Dizon jako Tiny McKeever, Samuel L. Jackson jako Nick Fury i Cobie Smulders jako Maria Hill. Ross Marquand zastąpił Hugo Weavinga w roli Czerwonej Czaszki. Film nawiązuje również do produkcji Kapitan Marvel, gdzie Fury’emu przed dezintegracją udaje się wezwać pagerem Carol Danvers.
Film został zapowiedziany na MavelEvent w październiku 2014 roku podczas prezentacji filmów Trzeciej Fazy Uniwersum. Historia została podzielona na dwie części, premiera Avengers: Koniec gry miała miejsce w kwietniu 2019 roku. Początkowo film miał nadany tytuł Avengers: Infinity War Part 1, ale w lipcu 2016 roku potwierdzono wcześniejsze informacje, że film będzie nosił inny tytuł. Zdjęcia do filmu trwały od stycznia do lipca 2017 roku.

#### Ant-Man i Osa(2018)
Ant-Man i Osa (oryg. Ant-Man and the Wasp) opowiada dalszą historię Scotta Langa, który ponownie łączy siły z Hope Van Dyne i Hankiem Pymem w celu wykonania nowej misji polegającej na odnalezieniu Janet, matki Hope i żony Pyma. Podczas tej misji odkrywają oni sekrety z przeszłości. Światowa premiera filmu miała miejsce 25 czerwca 2018 roku w Los Angeles, natomiast w Polsce film zadebiutował 3 sierpnia tego samego roku.
Za reżyserię odpowiadał Peyton Reed, a za scenariusz Andrew Barrer, Gabriel Ferrari, Paul Rudd i Adam McKay. Producentami filmu byli Kevin Feige i Stephen Broussard. W tytułowych rolach wystąpili Rudd jako Scott Lang / Ant-Man i Evangeline Lilly jako Hope Van Dyne / Osa, a obok nich w głównych rolach pojawili się również: Michael Peña jako Luis, Walton Goggins jako Sonny Burch, Bobby Cannavale jako James Paxton, Judy Greer jako Maggie Paxton, Tip „T.I.” Harris jako Dave, David Dastmalchian jako Kurt, Hannah John-Kamen jako Duch, Abby Ryder Fortson jako Cassie Lang, Randall Park jako Jimmy Woo, Michelle Pfeiffer jako Janet Van Dyne, Laurence Fishburne jako Bill Foster i Michael Douglas jako Hank Pym.
Film nawiązuje bezpośrednio do wydarzeń w Kapitan Ameryka: Wojna bohaterów, w wyniku których postać grana przez Rudda zostaje poddana aresztowi domowemu. Jest to również kontynuacja filmu Ant-Man, z którego poza Ruddem i Lilly powracają również: Peña, Cannavale, Greer, Harris, Dastmalchian, Fortson i Douglas. Postać zagrana przez Pfeiffer została również przedstawiona w poprzedniej części, ale zagrała ją wtedy Hayley Lovitt. Scena po napisach w filmie bezpośrednio nawiązuje do Avengers: Wojna bez granic, gdzie postacie grane przez Lilly, Pfeiffer i Douglasa dołączają do ofiar Thanosa. W 2023 roku premierę miała  trzecia część, Ant-Man i Osa: Kwantomania.
Film został zapowiedziany w październiku 2015 roku. Zdjęcia do produkcji rozpoczęły się w lipcu 2017 roku, a zakończyły się w listopadzie tego samego roku.

#### Kapitan Marvel(2019)

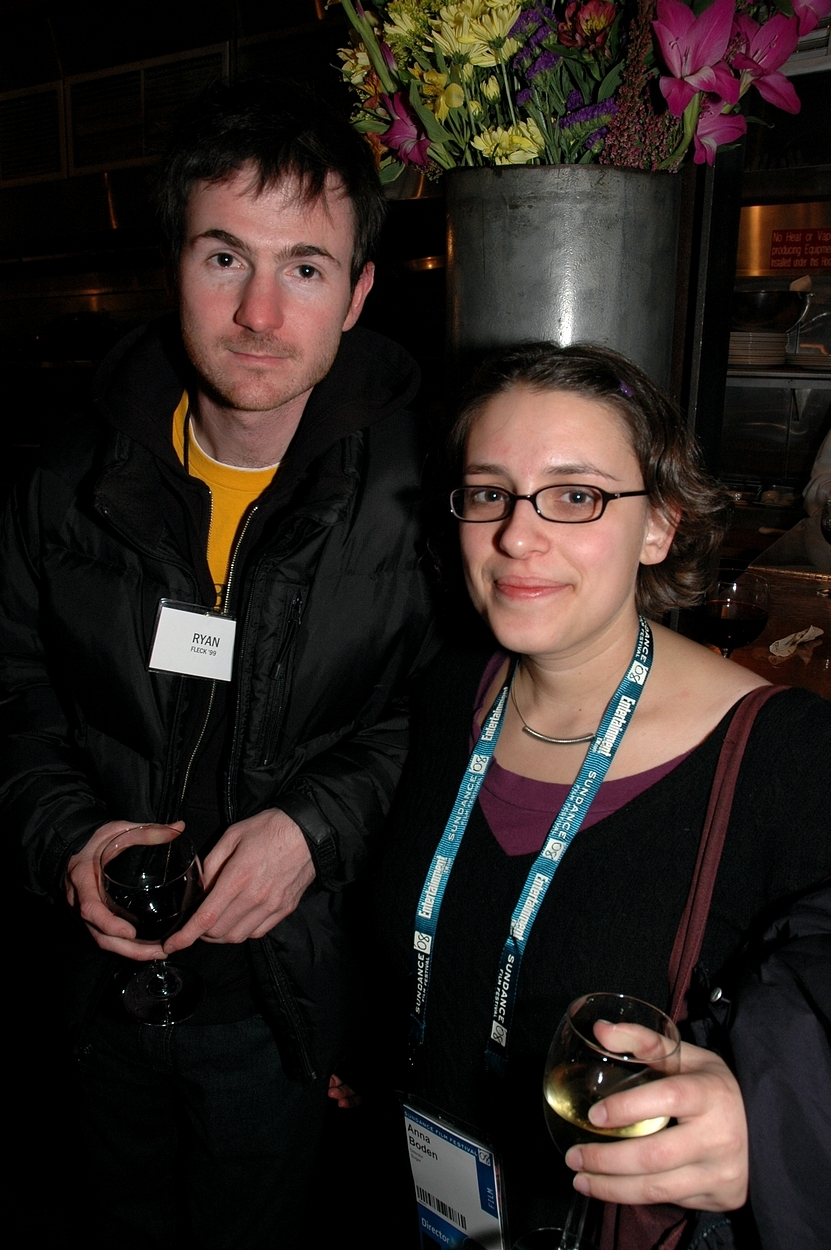
Anna Boden i Ryan Fleck, reżyserzy i współscenarzyści filmu Kapitan Marvel

Kapitan Marvel (oryg. Captain Marvel) opowiada o Carol Danvers, która w latach dziewięćdziesiątych staje się najpotężniejszą superbohaterką, podczas gdy na Ziemi rozpoczyna się międzygalaktyczna wojna między dwoma obcymi rasami. Światowa premiera filmu miała miejsce 27 lutego 2019 roku w Londynie. W Polsce zadebiutował on 8 marca tego samego roku.
Za reżyserię odpowiadali Anna Boden i Ryan Fleck, którzy napisali scenariusz razem z Genevą Robertson-Dworet. Tytułową rolę Carol Danvers / Kapitan Marvel zagrała Brie Larson, a obok niej w głównych rolach wystąpili: Samuel L. Jackson jako Nick Fury, Ben Mendelsohn jako Talos, Djimon Hounsou jako Korath, Lee Pace jako Ronan, Lashana Lynch jako Maria Rambeau, Gemma Chan jako Minn-Erva, Annette Bening jako Mar-Vell i Najwyższy Intelekt, Clark Gregg jako Phil Coulson oraz Jude Law jako Yon-Rogg.
Jackson, Hounsou, Pace i Gregg powtarzają swoje role z wcześniejszych produkcji franczyzy. Poza nimi z wcześniejszych filmów powrócili: Chris Evans jako Steve Rogers, Scarlett Johansson jako Natasha Romanoff, Mark Ruffalo jako Bruce Banner i Don Cheadle jako James Rhodes w scenie po napisach, która bezpośrednio nawiązuje do wydarzeń z filmu Avengers: Koniec gry oraz sceny po napisach z filmu Avengers: Wojna bez granic. Patrick Brennan powtórzył rolę Marcusa Danielsa z serialu Agenci T.A.R.C.Z.Y., w napisach końcowych został wymieniony jako „barman”. Kontynuacja filmu, Marvels została zapowiedziana na 2023 rok.
Film został zapowiedziany na MarvelEvent w październiku 2014 roku podczas prezentacji filmów Trzeciej Fazy Uniwersum. Zdjęcia do filmu trwały od marca do lipca 2018 roku.

#### Avengers: Koniec gry(2019)
Avengers: Koniec gry (oryg. Avengers: Endgame) opowiada dalszą historię pozostałych przy życiu Avengers i ich sojuszników, którzy za wszelką cenę starają się odwrócić zagładę ludzkości spowodowaną przez Thanosa. Światowa premiera filmu odbyła się 21 kwietnia 2019 roku w Los Angeles, natomiast w Polsce zadebiutował on 25 kwietnia tego samego roku.
Za reżyserię odpowiadali bracia Anthony i Joe Russo, za scenariusz Christopher Markus i Stephen McFeely, a producentem był Kevin Feige. W rolach głównych wystąpili: Robert Downey Jr. jako Tony Stark, Chris Evans jako Steve Rogers, Mark Ruffalo jako Bruce Banner, Chris Hemsworth jako Thor, Scarlett Johansson jako Natasha Romanoff, Jeremy Renner jako Clitn Barton, Don Cheadle jako James Rhodes, Paul Rudd jako Scott Lang, Brie Larson jako Carol Danvers, Karen Gillan jako Nebula, Danai Gurira jako Okoye, Benedict Wong jako Wong, Jon Favreau jako Happy Hogan, Bradley Cooper jako głos Rocketa, Gwyneth Paltrow jako Pepper Potts i Josh Brolin jako Thanos.
Film jest kontynuacją Avengers, Avengers: Czas Ultrona i Avengers: Wojna bez granic. Na 2025 i 2026 rok zapowiedziane zostały dwa kolejne filmy z serii, Avengers 5 i Avengers: Secret Wars. Swoje role z poprzednich filmów franczyzy, poza wyżej wymienionymi aktorami, powtarzają również: Sebastian Stan jako James Barnes, Anthony Mackie jako Sam Wilson, Elizabeth Olsen jako Wanda Maximoff, Benedict Cumberbatch jako Stephen Strange, Tilda Swinton jako Starożytna, Chadwick Boseman jako T’Challa / Czarna Pantera, Letitia Wright jako Shuri, Winston Duke jako M’Baku, Angela Bassett jako Ramonda, Evangeline Lilly jako Hope Van Dyne, Michael Douglas jako Hank Pym, Michelle Pfeiffer jako Janet Van Dyne, Tom Hiddleston jako Loki, Natalie Portman jako Jane Foster, Rene Russo jako Frigga, Tessa Thompson jako Walkiria, Taika Waititi jako Korg, Tom Holland jako Peter Parker, Marisa Tomei jako May Parker, Jacob Batalon jako Ned Leeds, Samuel L. Jackson jako Nick Fury, Cobie Smulders jako Maria Hill, William Hurt jako Thaddeus Ross, Hayley Atwell jako Peggy Carter, John Slattery jako Howard Stark, Linda Cardellini jako Laura Barton, Ben Sakamoto jako Cooper Barton, Kerry Condon jako głos F.R.I.D.A.Y., Ty Simpkins jako Harley Keener, Frank Grillo jako Brock Rumlow, Maximiliano Hernández jako Jasper Sitwell, Robert Redford jako Alexander Pierce, Callan Mulvey jako Jack Rollins, Chris Pratt jako Peter Quill, Dave Bautista jako Drax, Zoe Saldana jako Gamora, Vin Diesel jako głos Groota, Pom Klementieff jako Mantis, Sean Gunn jako Kraglin, Ross Marquand jako Czerwona Czaszka, Michael James Shaw jako Corvus Glaive, Tom Vaughan-Lawlor jako Ebony Maw, Terry Notary jako Cull Obsidian i Monique Ganderton jako Proxima Midnight. Rolę Edwina Jarvisa z serialu Agentka Carter powtarza James D’Arcy. Ponadto postacie Cassie Lang oraz Lily i Nathaniela Bartonów zostały zastąpione przez starszych aktorów, Emmę Fuhrmann, Avę Russo i Cade’a Woodwarda.
Film został zapowiedziany na MarvelEvent w październiku 2014 roku podczas prezentacji filmów Trzeciej Fazy Uniwersum. Historia została podzielona na dwie części, premiera pierwszej miała miejsce w 2018 roku. Początkowo film miał nadany tytuł Avengers: Infinity War Part 2, ale w lipcu 2016 roku potwierdzono wcześniejsze informacje, że film będzie nosił inny tytuł, który ujawniono w grudniu 2018 roku. Zdjęcia do filmu rozpoczęły się w sierpniu 2017 roku, a zakończono je w styczniu 2018.

#### Spider-Man: Daleko od domu(2019)
Spider-Man: Daleko od domu (oryg. Spider-Man: Far From Home) opowiada dalszą historię Petera Parkera, który po wydarzeniach w czwartej części Avengers wyrusza razem z przyjaciółmi w wakacyjną podróż po Europie, podczas której musi zmierzyć się z istotami zwanymi Elementals. Światowa premiera miała miejsce 26 czerwca 2019 roku w Los Angeles. W Polsce zadebiutował on 5 lipca tego samego roku.
Za reżyserię odpowiadał Jon Watts, a za scenariusz Chris McKenna i Erik Sommers. Producentami filmu byli Kevin Feige i Amy Pascal. W tytułowej roli powrócił Tom Holland, a obok niego w głównych rolach wystąpili: Samuel L. Jackson jako Nick Fury, Zendaya jako Michelle Jones, Cobie Smulders jako Maria Hill, Jon Favreau jako Happy Hogan, J.B. Smoove jako Julius Dell, Jacob Batalon jako Ned Leeds, Martin Starr jako Roger Harrington, Marisa Tomei jako May Parker i Jake Gyllenhaal jako Quentin Beck / Mysterio.
Film jest kontynuacją Spider-Man: Homecoming, a jego wydarzenia bezpośrednio nawiązują do wydarzeń z Avengers: Koniec gry. Trzecia część, Spider-Man: Bez drogi do domu miała premierę w 2021 roku. Poza Hollandem swoje role z innych produkcji franczyzy powtarzają również: Jackson, Zendaya, Smulders, Favreau, Batalon, Starr i Tomei oraz Angourie Rice jako Betty Brandt, Tony Revolori jako „Flash” Thompson, Jorge Lendeborg Jr. jako Jason Ionello, Peter Billingsley jako William Ginter Riva, Ben Mendelsohn jako Talos i Sharon Blynn jako Soren. Film nawiązuje również do Kapitan Marvel, kiedy w scenie po napisach okazuje się, że Fury i Hill przez cały czas byli wynajętymi Skrullami, a prawdziwy Fury przebywa na ich statku na urlopie.
Film został zapowiedziany w grudniu 2016 roku. W kwietniu 2019 roku Feige poinformował, że ten film zakończy Fazę Trzecią, a nie, jak wcześniej zakładano, Avengers: Koniec gry. Zdjęcia trwały od lipca do października 2018 roku. Za dystrybucję odpowiedziało Sony Pictures Entertainment.

## Saga Multiwersum

### Faza IV
| Tytuł                                                                                | Data premiery                                                                               | Reżyseria             | Scenariusz                                           | Producent                                                                          | Status | Przypisy                                                       |
| ------------------------------------------------------------------------------------ | ------------------------------------------------------------------------------------------- | --------------------- | ---------------------------------------------------- | ---------------------------------------------------------------------------------- | ------ | -------------------------------------------------------------- |
| Czarna Wdowa Black Widow                                                             | 29 czerwca 2021 (świat) 9 lipca 2021 (Polska) 9 lipca 2021 (Stany Zjednoczone)              | Cate Shortland        | Eric Pearson                                         | Kevin Feige                                                                        | wydany | [ 206 ] [ 207 ] [ 43 ] [ 208 ] [ 209 ] [ 210 ]                 |
| Shang-Chi i legenda dziesięciu pierścieni Shang-Chi and the Legend of Ten Rings      | 16 sierpnia 2021 (świat) 3 września 2021 (Polska) 3 września 2021 (Stany Zjednoczone)       | Destin Daniel Cretton | David Callaham, Destin Daniel Cretton, Andrew Lanham | Kevin Feige, Jonathan Schwartz                                                     | wydany | [ 211 ] [ 212 ] [ 43 ] [ 208 ] [ 213 ] [ 209 ] [ 214 ]         |
| Eternals                                                                             | 18 października 2021 (świat) 5 listopada 2021 (Polska) 5 listopada 2021 (Stany Zjednoczone) | Chloé Zhao            | Chloé Zhao, Patrick Burleigh                         | Kevin Feige, Nate Moore                                                            | wydany | [ 215 ] [ 216 ] [ 43 ] [ 217 ] [ 209 ] [ 218 ]                 |
| Spider-Man: Bez drogi do domu Spider-Man: No Way Home                                | 13 grudnia 2021 (świat) 17 grudnia 2021 (Polska) 17 grudnia 2021 (Stany Zjednoczone)        | Jon Watts             | Chris McKenna, Erik Sommers                          | Kevin Feige, Amy Pascal                                                            | wydany | [ 158 ] [ 219 ] [ 220 ] [ 221 ] [ 222 ] [ 223 ]                |
| Doktor Strange w multiwersum obłędu Doctor Strange in the Multiverse of Madness      | 2 maja 2022 (świat) 6 maja 2022 (Polska) 6 maja 2022 (Stany Zjednoczone)                    | Sam Raimi             | Michael Waldron                                      | Kevin Feige                                                                        | wydany | [ 224 ] [ 43 ] [ 225 ] [ 226 ] [ 227 ] [ 228 ] [ 229 ] [ 230 ] |
| Thor: Miłość i grom Thor: Love and Thunder                                           | 23 czerwca 2022 (świat) 8 lipca 2022 (Polska) 8 lipca 2022 (Stany Zjednoczone)              | Taika Waititi         | Taika Waititi                                        | Kevin Feige, Brad Winderbaum                                                       | wydany | [ 231 ] [ 43 ] [ 232 ] [ 229 ] [ 233 ]                         |
| Wilkołak nocą Werewolf by Night                                                      | 7 października 2022 (Disney+)                                                               | Michael Giacchino     | Peter Cameron, Heather Quinn                         | Kevin Feige, Stephen Broussard, Louis D’Esposito, Victoria Alonso, Brad Winderbaum | wydany | [ 234 ] [ 235 ]                                                |
| Czarna Pantera: Wakanda w moim sercu Black Panther: Wakanda Forever                  | 26 października 2022 (świat) 11 listopada (Polska) 11 listopada 2022 (Stany Zjednoczone)    | Ryan Coogler          | Ryan Coogler                                         | Kevin Feige Nate Moore                                                             | wydany | [ 236 ] [ 237 ] [ 227 ] [ 229 ] [ 238 ]                        |
| Strażnicy Galaktyki: Coraz bliżej święta The Guardians of the Galaxy Holiday Special | 25 listopada 2022 (Disney+)                                                                 | James Gunn            | James Gunn                                           | Kevin Feige                                                                        | wydany | [ 239 ] [ 240 ] [ 241 ]                                        |

#### Czarna Wdowa(2021)

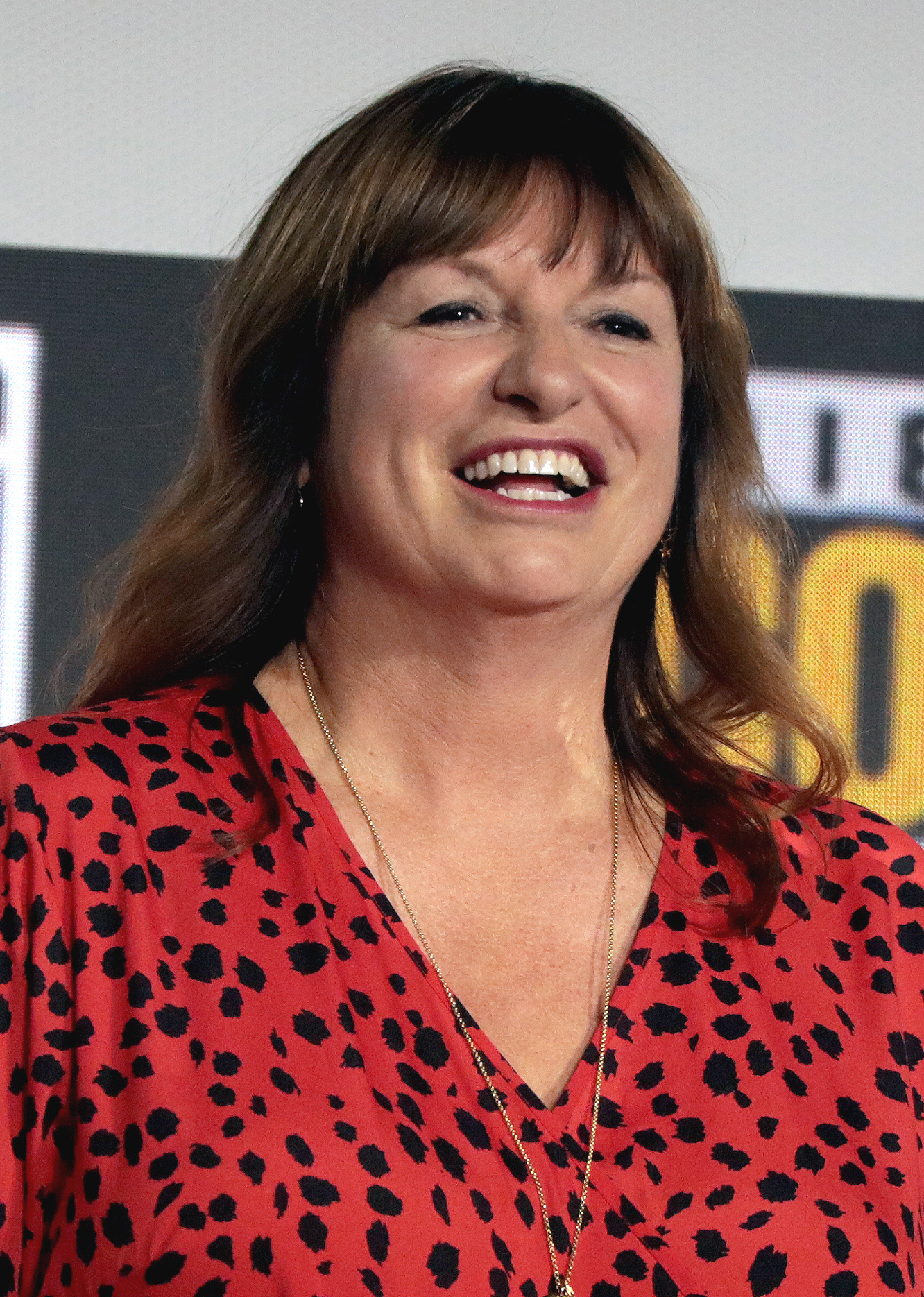
Cate Shortland, reżyser filmu Czarna Wdowa

Czarna Wdowa (oryg. Black Widow) opowiada historię Natashy Romanoff / Czarnej Wdowy, która po wydarzeniach z filmu Kapitan Ameryka: Wojna bohaterów zmuszona jest do walki ze złoczyńcą nazywanym Taskmaster. Światowa premiera filmu miała miejsce 29 czerwca 2021 roku równocześnie w Londynie, Los Angeles, Melbourne i Nowym Jorku. W Polsce zadebiutował on 9 lipca tego samego roku
Za reżyserię odpowiadała Cate Shortland, a za scenariusz Eric Pearson. Producentem jest Kevin Feige. W tytułową rolę wcieliła się Scarlett Johansson, a obok niej w głównych rolach wystąplią: Florence Pugh jako Yelena Belova, David Harbour jako Alexi Shostakov, O.T. Fagbenle jako Rick Mason, William Hurt jako Thaddeus Ross, Rachel Weisz jako Melina Vostokoff i Ray Winstone.
Swoje role z poprzednich filmów uniwersum powtórzyli Johansson i Hurt.
Produkcja została oficjalnie zapowiedziana w lipcu 2019 roku podczas San Diego Comic-Conu. Zdjęcia do filmu trwały od końca maja do października 2019 roku.

#### Shang-Chi i legenda dziesięciu pierścieni(2021)

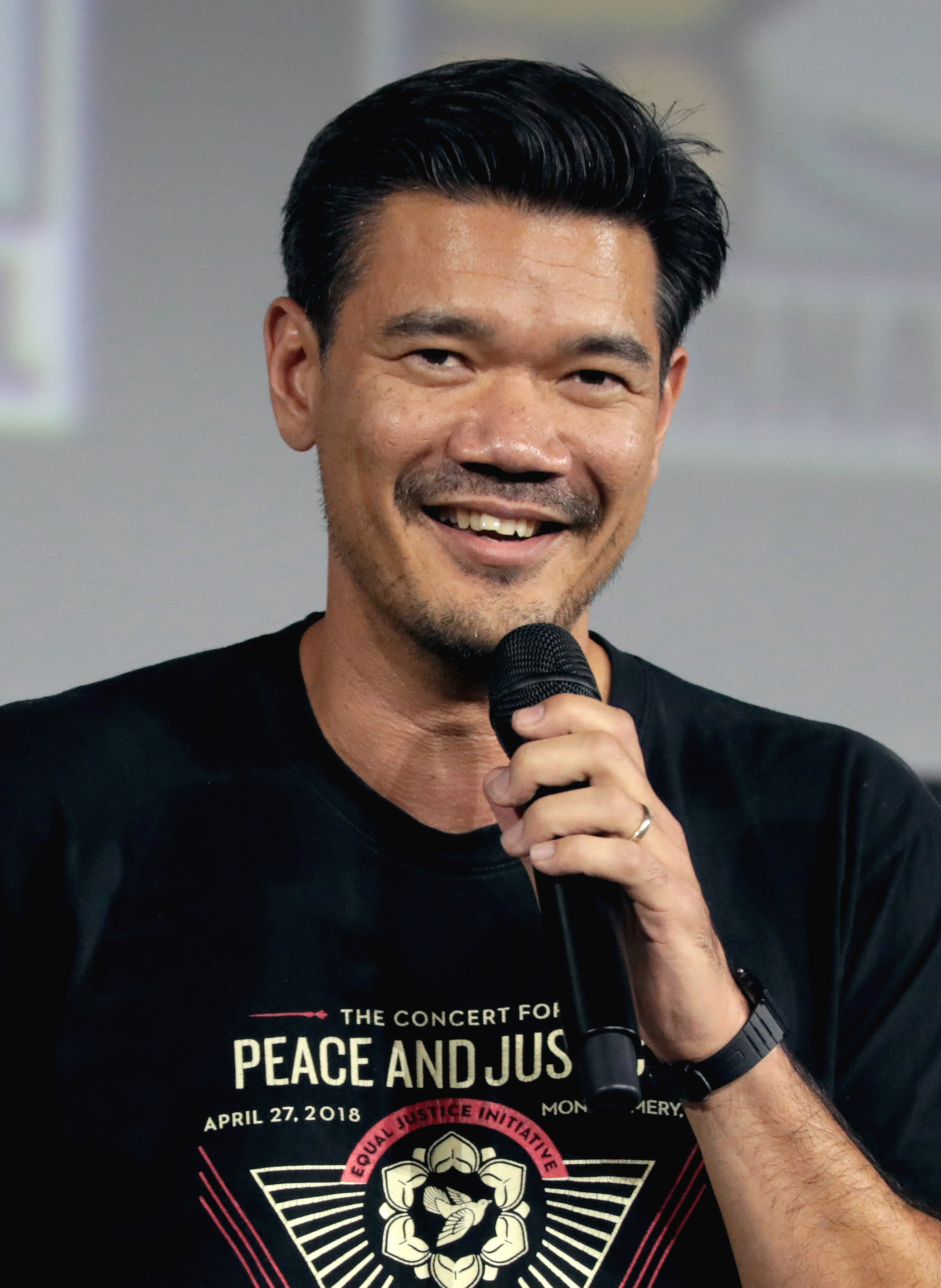
Destin Daniel Cretton, reżyser filmów Shang-Chi i legenda dziesięciu pierścieni i jego kontynuacji

Shang-Chi i legenda dziesięciu pierścieni (oryg. Shang-Chi and the Legend of Ten Rings) opowiada historię Shang-Chi, który musi zmierzyć się z Mandarynem i jego organizacją Dziesięciu Pierścieni. Światowa premiera filmu miała miejsce 16 sierpnia 2021 roku w Los Angeles. W Polsce zadebiutował on 3 września tego samego roku.
Za reżyserię odpowiadał Destin Daniel Cretton na podstawie scenariusza napisanego wspólnie z Davidem Callahamem i Andrew Lanhamem. Producentami byli Kevin Feige i Jonathan Schwartz. W tytułową rolę wcielił się Simu Liu, a obok niego w głównych rolach wystąpili: Awkwafina jako Katy Chen, Meng’er Zhang jako Xu Xialing, Fala Chen jako Ying Li, Florian Munteanu jako Razor Fist, Benedict Wong jako Wong, Michelle Yeoh jako Ying Nan, Ben Kingsley jako Trevor Slattery i Tony Leung Chiu Wai jako Xu Wenwu. W planach jest również kontynuacja filmu.
Swoje role z poprzednich filmów franczyzy powtórzyli: Wong, Kingsley, Tim Roth jako Abomination, Mark Ruffalo jako Bruce Banner, Brie Larson jako Carol Danvers i Jade Xu jako Helen.
Produkcja została oficjalnie zapowiedziana w lipcu 2019 roku podczas San Diego Comic-Conu.

#### Eternals(2021)

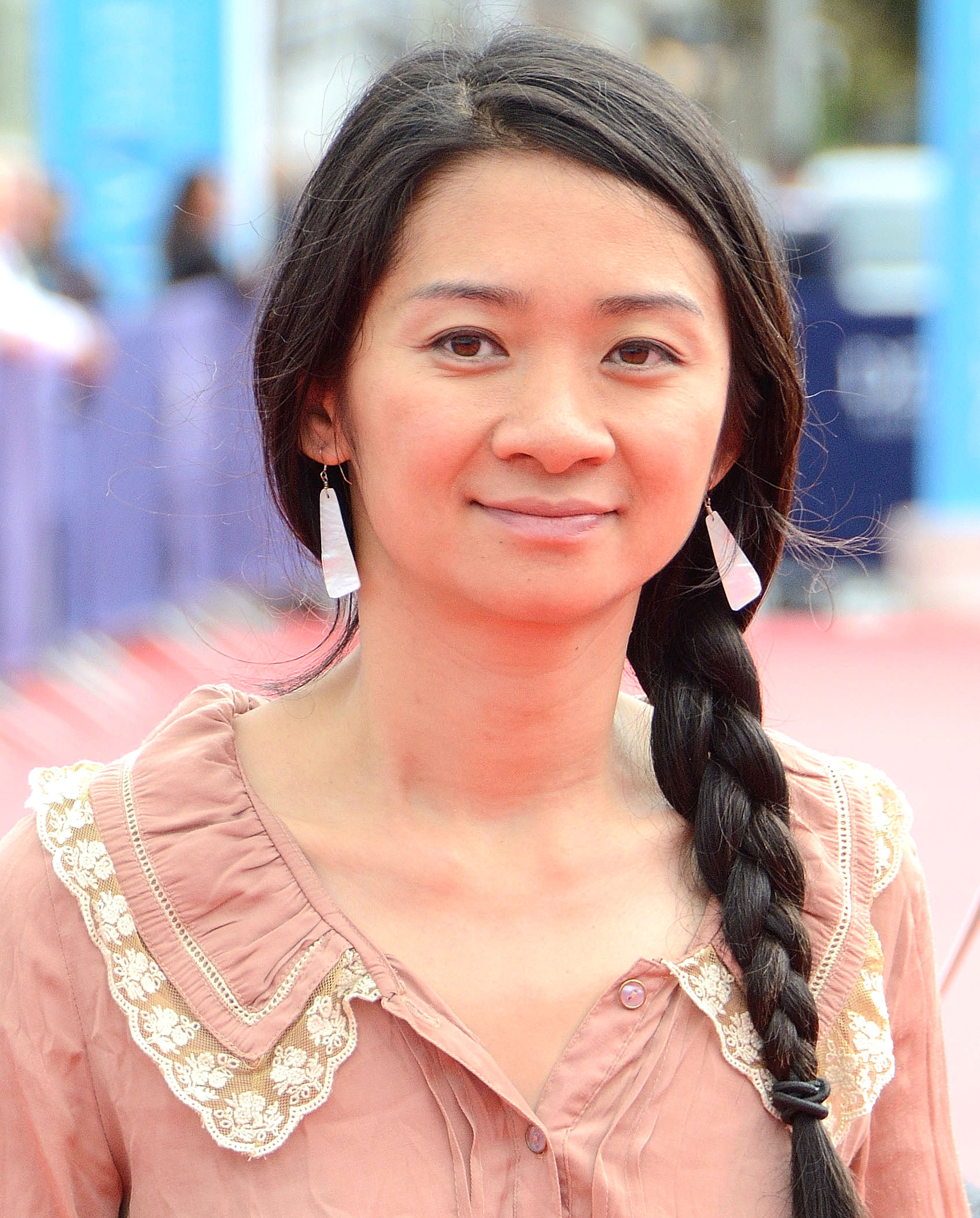
Chloé Zhao, reżyser filmu Eternals

Eternals opowiada historię nieśmiertelnej rasy, która została stworzona przez Celestiali i wysłana na Ziemię, aby chronić ludzi przed inną rasą, Dewiantami. Światowa premiera miała miejsce 18 października 2021 roku w Los Angeles. W Polsce zadebiutował on 5 listopada tego samego roku.
Za reżyserię odpowiadała Chloé Zhao na podstawie scenariusza, który napisała wspólnie z Patrickiem Burleighiem. Producentami byli Kevin Feige i Nate Moore. W głównych rolach wystąpili: Angelina Jolie jako Thena, Richard Madden jako Ikaris, Kumail Nanjiani jako Kingo, Salma Hayek jako Ajax, Bryan Tyree Henry jako Phastos, Lia McHugh jako Sprite, Lauren Ridloff jako Makkari i Don Lee jako Gilgamesh.
Gemma Chan jako Sersi, Richard Madden jako Ikaris, Kumail Nanjiani jako Kingo, Lia McHugh jako Sprite, Brian Tyree Henry jako Fajstos, Lauren Ridloff jako Makkari, Barry Keoghan jako Druig, Don Lee jako Gilgamesz, Harish Patel jako Karun Patel, Bill Skarsgård jako Kro, Kit Harington jako Dane Whitman, Salma Hayek jako Ajak i Angelina Jolie jako Tena.
Produkcja została oficjalnie zapowiedziana w lipcu 2019 roku podczas San Diego Comic-Conu. Zdjęcia do filmu rozpoczęły się pod koniec lipca 2019 roku.

#### Spider-Man: Bez drogi do domu(2021)
Spider-Man: Bez drogi do domu (oryg. Spider-Man: No Way Home) opowiada dalszą historię Petera Parkera. Światowa premiera miała miejsce 13 grudnia 2021 roku w Los Angeles. W Polsce zadebiutował 17 grudnia tego samego roku.
Za reżyserię odpowiadał Jon Watts, a za scenariusz Chris McKenna i Erik Sommers. W tytułową rolę ponownie wcielił się Tom Holland, a obok niego w głównych rolach wystąpili: Zendaya jako Michelle „MJ” Jones-Watson, Benedict Cumberbatch jako Stephen Strange, Jacob Batalon jako Ned Leeds, Jon Favreau jako Harold „Happy” Hogan, Jamie Foxx jako Max Dillon / Electro, Willem Dafoe jako Norman Osborn / Green Goblin, Alfred Molina jako Otto Octavius / Doktor Octopus, Benedict Wong jako Wong, Tony Revolori jako Eugene „Flash” Thompson i Marisa Tomei jako May Parker oraz Tobey Maguire i Andrew Garfield jako alternatywne wersje Petera Parkera / Spider-Mana.
Poza Hollandem swoje role powtórzyli również Zendaya, Batalon, Cumberbatch, Wong, Tomei, Favreau, Revolori oraz J.B. Smoove jako Julius Dell, Martin Starr jako Roger Harrington, Hannibal Buress jako Andre Wilson, Angourie Rice jako Betty Brandt i J.K. Simmons jako J. Jonah Jameson. Ponadto Charlie Cox powrócił jako Matt Murdock z serialu Daredevil (2015–2018). Twórcy filmu postanowili przywrócić aktorów i ich postaci z wcześniejszych filmów o Spider-Manie, niebędących częścią franczyzy. Maguire, Dafoe, Molina i Thomas Haden Church jako Flint Marko / Sandman powrócili z filmów w reżyserii Sama Raimiego z lat 2002–2007, a Garfield, Foxx, Rhys Ifans jako Curt Connors / Jaszczur powtórzyli role z filmów w reżyserii Marca Webba z lat 2012–2014. Tom Hardy powrócił jako Eddie Brock / Venom z filmów również nienależących do FUM, Venom (2018) i Venom 2: Carnage (2021).
Produkcja oficjalnie została zapowiedziana pod koniec września 2019 roku po zawarciu nowej umowy współpracy pomiędzy Sony Pictures a Disneyem i Marvel Studios.

#### Doktor Strange w multiwersum obłędu(2022)

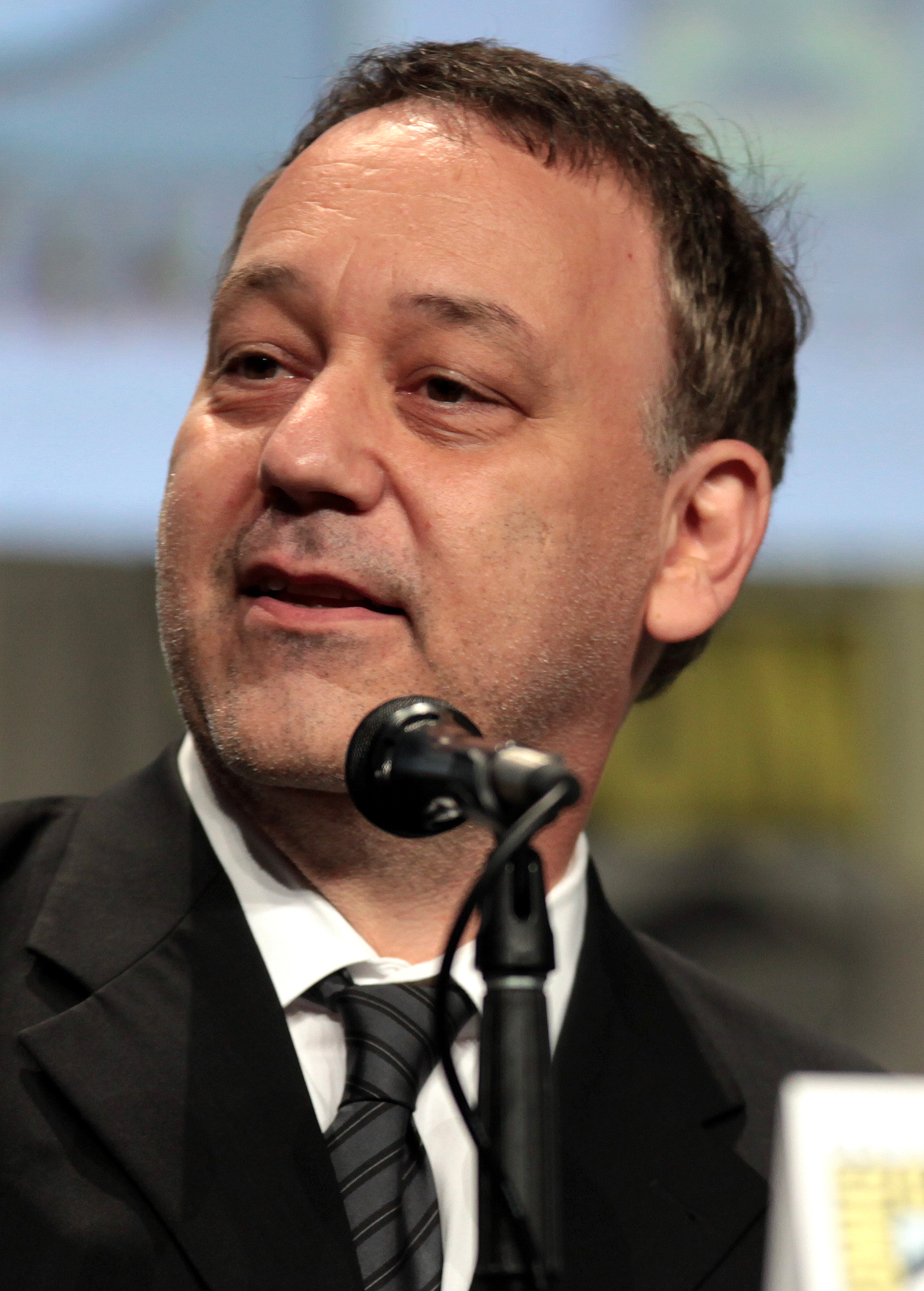
Sam Raimi, reżyser filmu Doktor Strange w multiwersum obłędu

Doktor Strange w multiwersum obłędu (oryg. Doctor Strange in the Multiverse of Madness) opowiada dalszą historię Stephena Strange’a. Światowa premiera miała miejsce 2 maja 2022 roku w Los Angeles. W Polsce film zadebiutował 6 maja tego samego roku.
Za reżyserię odpowiadał Sam Raimi, a za scenariusz Michael Waldron. Producentem był Kevin Feige. W tytułową rolę ponownie wcielił się Benedict Cumberbatch, a obok niego w głównych rolach wystąpili: Elizabeth Olsen jako Wanda Maximoff / Szkarłatna Wiedźma, Chiwetel Ejiofor jako Karl Mordo, Benedict Wong jako Wong, Xochitl Gomez jako America Chavez, Michael Stuhlbarg jako Nicodemus West i Rachel McAdams jako Christine Palmer.
Poza Cumberbatchem swoje role z wcześniejszych produkcji franczyzy powtórzyli: Olsen, Ejiofor, Wong, Stuhlbarg, McAdams oraz Topo Wresniwiro jako Hamir, Jett Klyne i Julian Hilliard jako Tommy i Billy Maximoff, Hayley Atwell jako Peggy Carter i Lashana Lynch jako Maria Rambeau. Ponadto Anson Mount powtórzył rolę Blackagara Boltagona / Black Bolta z serialu Inhumans (2017), a Patrick Stewart – Charles Xavier / Profesor X z serii filmów X-Men (2000–2020), niebędących częścią FUM. Ejiofor, Klyne, Hilliard, Atwell, Lynch, Mount i Stewart zagrali alternatywne swoich wersje postaci.
Produkcja została oficjalnie zapowiedziana w lipcu 2019 roku podczas San Diego Comic-Conu. Początkowo na stanowisko reżysera powrócić miał Scott Derrickson, jednak na początku stycznia 2020 roku zrezygnował z projektu.

#### Thor: Miłość i grom(2022)
Thor: Miłość i grom (oryg. Thor: Love and Thunder) opowiada dalszą historię Thora. Światowa premiera miała miejsce 23 czerwca 2022 roku w Los Angeles. W Polsce film zadebiutował 8 lipca tego samego roku.
Za reżyserię i scenariusz odpowiadał Taika Waititi. Producentami byli Kevin Feige i Brad Winderbaum. W tytułową rolę ponownie wcielił się Chris Hemsworth, a obok niego w głównych rolach wystąpili: Christian Bale jako Gorr, Tessa Thompson jako Walkiria, Jaimie Alexander jako Sif, Taika Waititi jako Korg, Russell Crowe jako Zeus i Natalie Portman jako Jane Foster / Potężna Thor.
Poza Hemsworthem swoje role z poprzednich filmów uniwersum powtórzyli Portman, Alexander, Waititi i Thompson oraz Kat Dennings jako Darcy Lewis, Stellan Skarsgård jako Erik Selvig, Matt Damon, Sam Neill i Luke Hemsworth jako asgardzcy aktorzy, Daley Pearson jako Darryl Jacobson, Stephen Murdoch jako głos Mieka, Idris Elba jako Heimdall, Chris Pratt jako Peter Quill / Star-Lord, Dave Bautista jako Drax, Karen Gillan jako Nebula, Pom Klementieff jako Mantis, Vin Diesel jako głos Groota, Bradley Cooper jako głos Rocketa i Sean Gunn jako Kraglin Obfonteri.
Produkcja została oficjalnie zapowiedziana w lipcu 2019 roku podczas San Diego Comic-Conu.

#### Wilkołak nocą(2022)
Wilkołak nocą (oryg. Werewolf by Night) opowiada historię Jacka Russella, który potrafi przemienić się w wilkołaka. Film zadebiutował 7 października 2022 roku na Disney+.
Za reżyserię odpowiadał Michael Giacchino na podstawie scenariusza Petera Camerona i Heather Quinn. W tyułową rolę wcielił się: Gael García Bernal jako Jack Russell, a obok niego w rolach głównych wystąpili: Laura Donnelly jako Elsa Bloodstone i Harriet Sansom Harris jako Verussa Bloodstone.

#### Czarna Pantera: Wakanda w moim sercu(2022)
W październiku 2018 roku Ryan Coogler podpisał umowę ze studiem na napisanie scenariusza i wyreżyserowanie sequela Czarnej Pantery z 2018 roku. W lipcu 2019 roku podczas San Diego Comic-Conu Kevin Feige potwierdził, że film jest w trakcie rozwoju. Swoje role z poprzedniego filmu mają powtórzyć: Danai Gurira jako Okoye, Martin Freeman jako Everett K. Ross, Letitia Wright jako Shuri, Lupita Nyong’o jako Nakia, Winston Duke jako M’Baku i Angela Bassett jako Ramonda. W grudniu Feige poinformował, że studio nie zamierza obsadzać innego aktora w roli T’Challi. Światowa premiera filmu miała miejsce 26 października 2022 roku w Los Angeles. W Polsce film zadebiutował 11 listopada tego samego roku.
Chadwick Boseman miał ponownie wcielić się w tytułowego bohatera, jednak aktor zmarł 28 sierpnia 2020 roku wskutek choroby nowotworowej.

#### Strażnicy Galaktyki: Coraz bliżej święta(2022)
Strażnicy Galaktyki: Coraz bliżej święta (oryg. The Guardians of the Galaxy Holiday Special) opowiadają świąteczną przygodę Strażników Galaktyki. Film krótkometrażowy zadebiutował 25 listopada 2022 roku na Disney+.
Za zdjęcia i reżyserię odpowiadał James Gunn. W rolach głównych wystąpili: Chris Pratt jako Peter Quill / Star-Lord, Zoe Saldana jako Gamora, Dave Bautista jako Drax, Vin Diesel jako głos Groota, Bradley Cooper jako głos Rocketa, Karen Gillan jako Nebula, Pom Klementieff jako Mantis, Sean Gunn jako Kraglin i Kevin Bacon jako on sam. Wszyscy, poza Baconem, powtórzyli swoje role z poprzednich produkcji franczyzy.

### Faza V
| Tytuł                                                                  | Data premiery                                                                     | Reżyseria     | Scenariusz                                                      | Producent                                                    | Status | Przypisy                                                                       |
| ---------------------------------------------------------------------- | --------------------------------------------------------------------------------- | ------------- | --------------------------------------------------------------- | ------------------------------------------------------------ | ------ | ------------------------------------------------------------------------------ |
| Ant-Man i Osa: Kwantomania Ant-Man and the Wasp: Quantumania           | 6 lutego 2023 (świat) 17 lutego 2023 (Polska) 17 lutego 2023 (Stany Zjednoczone)  | Peyton Reed   | Jeff Loveness                                                   | Kevin Feige Stephen Broussard                                | wydany | [ 232 ] [ 272 ] [ 273 ] [ 274 ] [ 229 ] [ 49 ] [ 275 ]                         |
| Strażnicy Galaktyki vol. 3 Guardians of the Galaxy Vol. 3              | 22 kwietnia 2023 5 maja 2023 (Polska) 5 maja 2023 (Stany Zjednoczone)             | James Gunn    | James Gunn                                                      | Kevin Feige                                                  | wydany | [ 232 ] [ 273 ] [ 49 ] [ 276 ] [ 277 ]                                         |
| Marvels The Marvels                                                    | 7 listopada 2023 10 listopada 2023 (Polska) 10 listopada 2023 (Stany Zjednoczone) | Nia DaCosta   | Megan McDonnell Nia DaCosta Elissa Karasik                      | Kevin Feige                                                  | wydany | [ 278 ] [ 279 ] [ 280 ] [ 273 ] [ 274 ] [ 49 ] [ 281 ] [ 282 ] [ 283 ] [ 284 ] |
| Deadpool & Wolverine                                                   | 26 lipca 2024 (Stany Zjednoczone)                                                 | Shawn Levy    | Ryan Reynolds, Rhett Reese, Paul Wernick, Zeb Wells, Shawn Levy | Kevin Feige, Ryan Reynolds, Shawn Levy, Lauren Shuler Donner | wydany | [ 285 ] [ 276 ] [ 286 ] [ 287 ] [ 288 ] [ 289 ]                                |
| Kapitan Ameryka: Nowy wspaniały świat Captain America: Brave New World | 14 lutego 2025 (Stany Zjednoczone)                                                | Julius Onah   | Malcolm Spellman Dalan Musson                                   | Kevin Feige                                                  | wydany | [ 290 ] [ 291 ] [ 49 ] [ 288 ] [ 292 ]                                         |
| Thunderbolts*                                                          | 2 maja 2025 (Stany Zjednoczone)                                                   | Jake Schreier | Eric Pearson Lee Sung Jin                                       | Kevin Feige                                                  | wydany | [ 293 ] [ 49 ] [ 288 ] [ 294 ] [ 292 ] [ 295 ]                                 |

#### Ant-Man i Osa: Kwantomania(2023)
W lipcu 2018 roku, po premierze filmu Ant-Man i Osa, Peyton Reed poinformował, że rozmawiał już ze studiem na temat kolejnej części. W lutym 2019 roku o prowadzonych rozmowach poinformował również Michael Douglas. Na początku listopada tego samego roku potwierdzono, że Reed powróci na stanowisko reżysera, a swoje role powtórzą Paul Rudd jako Scott Lang / Ant-Man, Evangeline Lilly jako Hope Van Dyne / Osa i Douglas jako Hank Pym. W kwietniu 2020 roku ujawniono, że scenariusz napisze Jeff Loveness. W grudniu poinformowano, że w filmie powrócą Michelle Pfeiffer jako Janet van Dyne i Michael Peña jako Luis. Wyjawiono wtedy również tytuł filmu oraz że Kathryn Newton zagra Cassie Lang, a Jonathan Majors wcieli się w Kanga Zdobywcę. Światowa premiera filmu miała miejsce 6 lutego 2023 roku w Los Angeles. W Polsce Kwantomania zadebiutowała 17 lutego 2023 roku.

#### Strażnicy Galaktyki vol. 3(2023)
W listopadzie 2014 James Gunn przyznał, że pracując nad pierwszym filmem z serii Strażnicy Galaktyki miał już zarys historii na drugą część i pomysł na trzecią. W kwietniu 2017 roku Gunn potwierdził, że zajmie się scenariuszem i reżyserią trzeciej części. W lipcu 2018 poinformowano, że został on zwolniony z prac nad filmem. Mimo to studio nadal planowało wykorzystać jego scenariusz. W połowie marca 2019 Gunn został przywrócony na stanowisku reżysera. Ma on rozpocząć pracę nad filmem po zakończeniu zobowiązań związanych z filmem z uniwersum DC Extended Universe. Swoje role z poprzedniego filmu mają powtórzyć: Chris Pratt jako Peter Quill, Dave Bautista jako Drax, Zoe Saldana jako Gamora, Vin Diesel jako głos Groota, Bradley Cooper jako głos Rocketa, Karen Gillan jako Nebula, Pom Klementieff jako Mantis, Elizabeth Debicki jako Ayesha i Sean Gunn jako Kraglin. Światowa premiera filmu miała miejsce 22 kwietnia 2023 roku w Paryżu. W Polsce zadebiutował on 5 maja tego samego roku.

#### Marvels(2023)
W lipcu 2019 roku podczas San Diego Comic-Conu Kevin Feige poinformował, że powstanie sequel Kapitan Marvel z 2019 roku. W październiku tego samego roku potwierdzono powrót Brie Larson w tytułowej roli. W styczniu 2020 roku ujawniono, że Megan McDonnell napisze scenariusz. W sierpniu poinformowano, że za reżyserię odpowiadać będzie Nia DaCosta. W grudniu do obsady dołączyły Iman Vellani jako Kamala Khan i Teyonah Parris jako Monica Rambeau. W styczniu 2023 roku ujawniono, że nad scenariuszem procowali również Elissa Karasik i DaCosta. Światowa premiera filmu miała miejsce 7 listopada 2023 roku w Las Vegas. W Polsce film zadebiutował 10 listopada tego samego roku.

#### Deadpool & Wolverine(2024)
W grudniu 2017 roku, po ogłoszeniu zakupu 21st Century Fox przez Disneya, Bob Iger poinformował, że planowane jest włączenie Deadpoola zagranego przez Ryana Reynoldsa do MCU i pozostawienie go z wysoką kategorią wiekową. W październiku 2019 roku Rhett Reese i Paul Wernick, scenarzyści filmu Deadpool 2 poinformowali, że czekają na akceptację scenariusza ze strony Marvel Studios. W listopadzie 2020 roku Wendy Molyneux i Lizzie Molyneux-Logelin zostały zatrudnione do napisania scenariusza. W styczniu 2021 roku Feige potwierdził, że film będzie częścią MCU. W marcu 2022 roku poinformowano, że Shawn Levy został zatrudniony na stanowisko reżysera oraz że Reese i Wernick ponownie zajęli się scenariuszem. Pod koniec września ujawniono, że obok Reynoldsa zagra Hugh Jackman jako Wolverine. Amerykańska data premiery została zapowiedziana na 26 lipca 2024 roku. W lutym 2024 roku ujawniono pełny tytuł filmu.

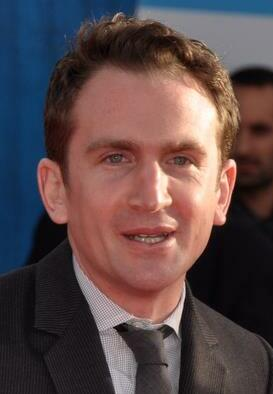
Jake Schreier, reżyser filmu Thunderbolts*

#### Kapitan Ameryka: Nowy wspaniały świat(2025)
W kwietniu 2021 roku poinformowano, że przygotowywany jest czwarty film o Kapitanie Ameryce. Za jego scenariusz odpowiadać mają Malcolm Spellman i Dalan Musson, którzy pracowali przy serialu Falcon i Zimowy Żołnierz. W sierpniu ujawniono, że Anthony Mackie zagra tytułową rolę jako Sam Wilson / Kapitan Ameryka. W lipcu 2022 roku poinformowano, że Julius Onah zajmie się reżyserią. Film został oficjalnie zapowiedziany w tym samym miesiącu z wyznaczoną datą amerykańskiej premiery. We wrześniu poinformowano, że obok Mackiego w głównych rolach wystąpią: Tim Blake Nelson jako Samuel Sterns / The Leader, Carl Lumbly jako Isaiah Bradley, Danny Ramirez jako Joaquin Torres i Szira Has jako Sabra. Amerykańska data premiery została wyznaczona na 14 lutego 2025 roku.

#### Thunderbolts*(2025)
W czerwcu 2022 roku ujawniono, że studio pracuje nad filmem Thunderbolts*, za którego reżyserię odpowiadać ma Jake Schreier na podstawie scenariusza Erica Pearsona. Film został oficjalnie zapowiedziany w lipcu 2022 roku z wyznaczoną datą amerykańskiej premiery. We wrześniu poinformowano, że w głównych rolach wystąpią: Florence Pugh jako Yelena Belova / Czarna Wdowa, Sebastian Stan jako Bucky Barnes / Zimowy Żołnierz, David Harbour jako Alexei Shostakov / Red Guardian, Julia Louis-Dreyfus jako Valentina Allegra de Fontaine, Wyatt Russell jako John Walker / U.S. Agent, Olga Kurylenko jako Antonia Dreykov / Taskmaster i Hannah John-Kamen jako Ava Starr / Duch. W marcu 2023 roku ujawniono, że Lee Sung Jin pracował również nad scenariuszem. Amerykańska data premiery została zapowiedziana na 2 maja 2025 roku.

### Faza VI
| Tytuł                                                          | Data premiery                       | Reżyseria             | Scenariusz                               | Producent   | Status          | Przypisy                                       |
| -------------------------------------------------------------- | ----------------------------------- | --------------------- | ---------------------------------------- | ----------- | --------------- | ---------------------------------------------- |
| Fantastyczna 4: Pierwsze kroki The Fantastic Four: First Steps | 25 lipca 2025 (Stany Zjednoczone)   | Matt Shakman          | Jeff Kaplan, Ian Springer, Josh Friedman | Kevin Feige | wydany          | [ 49 ] [ 319 ] [ 320 ] [ 288 ] [ 321 ] [ 322 ] |
| Spider-Man: Brand New Day                                      | 31 lipca 2026 (Stany Zjednoczone)   | Destin Daniel Cretton | Erik Sommers i Chris McKenna             | Kevin Feige | w trakcie zdjęć | [ 323 ]                                        |
| Avengers: Doomsday                                             | 18 grudnia 2026 (Stany Zjednoczone) | Anthony i Joe Russo   | Michael Waldron                          | Kevin Feige | w trakcie zdjęć | [ 49 ] [ 324 ] [ 325 ] [ 326 ]                 |

#### Fantastyczna 4: Pierwsze kroki(2025)
W lipcu 2019 roku podczas San Diego Comic-Conu Kevin Feige poinformował, że powstanie reboot filmu o Fantastycznej Czwórce osadzony w Uniwersum. W grudniu 2020 roku ujawniono, że Jon Watts zajmie się reżyserią, jednak zrezygnował ze stanowiska w kwietniu 2022 roku. We wrześniu ujawniono, że Matt Shakman zajmie się reżyserią, a Jeff Kaplan i Ian Springer zostali zatrudnieni do napisania scenariusza. W marcu 2023 roku ujawniono, że nad scenariuszem pracuje Josh Friedman. W lutym 2024 roku ujawniono, że główne role zagrają: Pedro Pascal jako Reed Richards / Mister Fantastic, Vanessa Kirby jako Sue Storm / Invisible Woman, Joseph Quinn jako Johnny Storm / Human Torch i Ebon Moss-Bachrach jako Ben Grimm / Thing. W lipcu wyjawiono, że film otrzymał podtytuł First Steps.  Amerykańska data premiery została wyznaczona na 25 lipca 2025 roku.

#### Spider-Man: Brand New Day(2026)
W listopadzie 2021 roku Amy Pascal poinformowała, że planowana jest dalsza współpraca z Marvel Studios nad drugą trylogią o Spider-Manie ponownie z Tomem Hollandem w tytułowej roli. Pod koniec marca 2025 ogłoszono tytuł i datę premiery czwartego filmu - Spider-Man: Brand New Day ma się pojawić 31 lipca 2026.

#### Avengers: Doomsday(2026)
Film został zapowiedziany w lipcu 2022 roku jako Avengers: The Kang Dynasty. Pod koniec listopada 2023 roku Michael Waldron został zatrudniony do napisania scenariusza. W grudniu poinformowano o rezygnacji z podtytułu w związku ze zwolnieniem Jonathana Majorsa z roli Kanga. W lipcu 2024 roku ujawniono nowy podtytuł filmu, Doomsday. Wyjawiono również, że zostanie on wyreżyserowany przez braci Russo oraz że Robert Downey Jr. zagra Victora von Dooma. Amerykańska data premiery została zapowiedziana na 18 grudnia 2026 roku.

### Zapowiedziane
| Tytuł                 | Data premiery                       | Reżyseria           | Scenariusz                                       | Producent                 | Status         | Przypisy                                               |
| --------------------- | ----------------------------------- | ------------------- | ------------------------------------------------ | ------------------------- | -------------- | ------------------------------------------------------ |
| Avengers: Secret Wars | 17 grudnia 2027 (Stany Zjednoczone) | Anthony i Joe Russo | Michael Waldron                                  | Kevin Feige               | przedprodukcja | [ 49 ] [ 332 ] [ 325 ] [ 324 ]                         |
| Blade                 |                                     | Yann Demange        | Stacy Osei-Kuffour Beau DeMayo Michael Starrbury | Kevin Feige, Eric Carroll | przedprodukcja | [ 232 ] [ 333 ] [ 49 ] [ 334 ] [ 288 ] [ 335 ] [ 336 ] |

#### Avengers: Secret Wars(2027)
Film został zapowiedziany w lipcu 2022 roku. Na początku października Michael Waldron został zatrudniony do napisania scenariusza. W lipcu 2024 roku ujawniono, że film zostanie wyreżyserowany przez braci Russo. Amerykańska data premiery została zapowiedziana na 17 grudnia 2027 roku.

#### Blade
W maju 2013 poinformowano, że przygotowywany jest scenariusz do filmu Blade. W lipcu 2019 roku podczas San Diego Comic-Conu studio oficjalnie zapowiedziało film oraz poinformowano, że tytułową rolę zagra Mahershala Ali. Na początku lutego 2021 roku Stacy Osei-Kuffour została zatrudniona na stanowisku scenarzysty, a w lipcu poinformowano, że Bassam Tariq obejmie stanowisko reżysera filmu. Pod koniec września Tariq zrezygnował z dalszej pracy nad filmem. Ujawniono również, że Beau DeMayo pracuje nad scenariuszem. W październiku przesuniętą datę premiery na 2024 rok. W listopadzie poinformowano, że Yann Demange został zatrudniony na stanowisko reżysera oraz że Michael Starrbury napisze scenariusz. Kolejna data premiery została wyznaczona na 7 listopada 2025 roku, lecz 2024 roku usunięto ją z harmonogramu.

## Przyszłe projekty
W 2014 roku Kevin Feige poinformował, że plany filmowe studia sięgały do 2028 roku. Studio ma zarezerwowane daty premier dla trzech niezatytułowanych filmów: 13 lutego, 24 lipca i 6 listopada 2026 roku.
- W lipcu 2019 roku podczas San Diego Comic-Conu Kevin Feige poinformował, że powstanie reboot o X-menach / mutantach osadzony w Uniwersum[264].
- W grudniu 2020 roku zapowiedziano serial telewizyjny dla Disney+ zatytułowany Armor Wars, w którym główną rolę ma zagrać Don Cheadle jako James Rhodes / War Machine[341]. W sierpniu 2021 roku Yassir Lester został zatrudniony na stanowisko głównego scenarzysty[342]. Pod koniec września 2022 roku poinformowano, że studio zdecydowało się zrealizować film zamiast serialu oraz że Lester napisze do niego scenariusz[343].
- W grudniu 2021 roku ujawniono, że przygotowywana jest kontynuacja filmu Shang-Chi i legenda dziesięciu pierścieni oraz że Destin Daniel Cretton powróci na stanowisko reżysera i scenarzysty[249].

## Odbiór

### Wyniki Box office
Filmowe Uniwersum Marvela dwanaście dni po premierze filmu Avengers: Czas Ultrona stała się najbardziej dochodową franczyzą na świecie, prześcigając dotychczasowego lidera serię filmów o Harrym Potterze. Trzydzieści trzy filmy franczyzy przy budżecie prawie 6,4 miliarda dolarów zarobiło łącznie prawie 30 miliardów, z czego w Polsce ponad 107 milionów.
| Film                                                                              | Data premiery        | Data premiery        | Dochód         | Dochód           | Budżet [w mln USD] |
| Film                                                                              | w Polsce             | na świecie           | w Polsce [USD] | na świecie [USD] | Budżet [w mln USD] |
| --------------------------------------------------------------------------------- | -------------------- | -------------------- | -------------- | ---------------- | ------------------ |
| Iron Man                                                                          | 30 kwietnia 2008     | 14 kwietnia 2008     | 995 816        | 585 174 222      | 140                |
| Incredible Hulk (The Incredible Hulk)                                             | 13 czerwca 2008      | 6 czerwca 2008       | 484 495        | 263 427 551      | 150                |
| Iron Man 2                                                                        | 30 kwietnia 2010     | 26 kwietnia 2010     | 1 136 267      | 623 933 331      | 200                |
| Thor                                                                              | 29 kwietnia 2011     | 17 kwietnia 2011     | 1 612 281      | 449 326 618      | 150                |
| Kapitan Ameryka: Pierwsze starcie (Captain America: The First Avenger)            | 5 sierpnia 2011      | 19 lipca 2011        | 453 329        | 370 569 774      | 140                |
| Avengers (Marvel’s The Avengers)                                                  | 11 maja 2012         | 11 kwietnia 2012     | 3 165 105      | 1 518 594 910    | 220                |
| Iron Man 3                                                                        | 9 maja 2013          | 14 kwietnia 2013     | 4 252 929      | 1 215 439 994    | 200                |
| Thor: Mroczny świat (Thor: The Dark World)                                        | 8 listopada 2013     | 22 października 2013 | 3 160 256      | 644 783 140      | 170                |
| Kapitan Ameryka: Zimowy żołnierz (Captain America: The Winter Soldier)            | 26 marca 2014        | 13 marca 2014        | 1 382 916      | 714 766 572      | 170                |
| Strażnicy Galaktyki (Guardians of the Galaxy)                                     | 1 sierpnia 2014      | 21 lipca 2014        | 2 518 706      | 774 176 600      | 196                |
| Avengers: Czas Ultrona (Avengers: Age of Ultron)                                  | 7 maja 2015          | 13 kwietnia 2015     | 3 967 269      | 1 405 035 767    | 280                |
| Ant-Man                                                                           | 17 lipca 2015        | 29 czerwca 2015      | 1 300 023      | 519 250 779      | 130                |
| Kapitan Ameryka: Wojna bohaterów (Captain America: Civil War)                     | 6 maja 2016          | 12 kwietnia 2016     | 2 691 473      | 1 153 304 495    | 250                |
| Doktor Strange (Doctor Strange)                                                   | 26 października 2016 | 20 października 2016 | 2 463 489      | 677 718 395      | 165                |
| Strażnicy Galaktyki vol. 2 (Guardians of the Galaxy Vol. 2)                       | 5 maja 2017          | 10 kwietnia 2017     | 3 247 124      | 863 755 804      | 200                |
| Spider-Man: Homecoming                                                            | 14 lipca 2017        | 28 czerwca 2017      | 2 692 532      | 880 166 924      | 175                |
| Thor: Ragnarok                                                                    | 25 października 2017 | 10 października 2017 | 4 046 509      | 853 971 376      | 180                |
| Czarna Pantera (Black Panther)                                                    | 14 lutego 2018       | 29 stycznia 2018     | 3 601 530      | 1 346 913 161    | 200                |
| Avengers: Wojna bez granic (Avengers: Infinity War)                               | 26 kwietnia 2018     | 23 kwietnia 2018     | 7 367 423      | 2 048 359 754    | 316                |
| Ant-Man i Osa (Ant-Man and the Wasp)                                              | 3 sierpnia 2018      | 25 czerwca 2018      | 2 431 877      | 622 674 139      | 162                |
| Kapitan Marvel (Captain Marvel)                                                   | 8 marca 2019         | 27 lutego 2019       | 4 512 068      | 1 128 274 794    | 152                |
| Avengers: Koniec gry (Avengers: Endgame)                                          | 25 kwietnia 2019     | 21 kwietnia 2019     | 10 558 455     | 2 797 800 564    | 356                |
| Spider-Man: Daleko od domu (Spider-Man: Far From Home)                            | 5 lipca 2019         | 26 czerwca 2019      | 4 485 734      | 1 131 831 806    | 160                |
| Czarna Wdowa (Black Widow)                                                        | 9 lipca 2021         | 29 czerwca 2021      | 2 668 203      | 379 751 655      | 200                |
| Shang-Chi i legenda dziesięciu pierścieni (Shang-Chi and the Legend of Ten Rings) | 3 września 2021      | 16 sierpnia 2021     | 2 035 793      | 432 243 292      | 150                |
| Eternals                                                                          | 5 listopada 2021     | 18 października 2021 | 2 164 456      | 402 064 899      | 200                |
| Spider-Man: Bez drogi do domu (Spider-Man: No Way Home)                           | 17 grudnia 2021      | 13 grudnia 2021      | 9 360 931      | 1 901 232 550    | 200                |
| Doktor Strange w multiwersum obłędu (Doctor Strange in the Multiverse of Madness) | 6 maja 2022          | 2 maja 2022          | 4 669 654      | 954 357 698      | 200                |
| Thor: Miłość i grom (Thor: Love and Thunder)                                      | 8 lipca 2022         | 23 czerwca 2022      | 4 202 952      | 760 928 081      | 250                |
| Czarna Pantera: Wakanda w moim sercu (Black Panther: Wakanda Forever)             | 11 listopada 2022    | 26 października 2022 | 2 974 844      | 859 208 836      | 250                |
| Ant-Man i Osa: Kwantomania (Ant-Man and The Wasp Quantumania)                     | 17 lutego 2023       | 6 lutego 2023        | 2 357 770      | 476 071 180      | 200                |
| Strażnicy Galaktyki vol. 3 (The Guardians of the Galaxy Vol. 3)                   | 5 maja 2023          | 22 kwietnia 2023     | 4 202 603      | 845 555 777      | 250                |
| Suma                                                                              | Suma                 | Suma                 | 107 164 812    | 29 600 664 438   | 6 362              |

### Oceny krytyków
| Film                                                                                   | Rotten Tomatoes | Metacritic |
| -------------------------------------------------------------------------------------- | --------------- | ---------- |
| Iron Man                                                                               | 94%             | 79         |
| Incredible Hulk (The Incredible Hulk)                                                  | 67%             | 61         |
| Iron Man 2                                                                             | 72%             | 57         |
| Thor                                                                                   | 77%             | 57         |
| Kapitan Ameryka: Pierwsze starcie (Captain America: The First Avenger)                 | 79%             | 66         |
| Avengers (Marvel’s The Avengers)                                                       | 91%             | 69         |
| Iron Man 3                                                                             | 79%             | 62         |
| Thor: Mroczny świat (Thor: The Dark World)                                             | 66%             | 54         |
| Kapitan Ameryka: Zimowy żołnierz (Captain America: The Winter Soldier)                 | 90%             | 70         |
| Strażnicy Galaktyki (Guardians of the Galaxy)                                          | 92%             | 76         |
| Avengers: Czas Ultrona (Avengers: Age of Ultron)                                       | 76%             | 66         |
| Ant-Man                                                                                | 83%             | 64         |
| Kapitan Ameryka: Wojna bohaterów (Captain America: Civil War)                          | 90%             | 75         |
| Doktor Strange (Doctor Strange)                                                        | 89%             | 72         |
| Strażnicy Galaktyki vol. 2 (Guardians of the Galaxy Vol. 2)                            | 85%             | 67         |
| Spider-Man: Homecoming                                                                 | 92%             | 73         |
| Thor: Ragnarok                                                                         | 93%             | 74         |
| Czarna Pantera (Black Panther)                                                         | 96%             | 88         |
| Avengers: Wojna bez granic (Avengers: Infinity War)                                    | 85%             | 68         |
| Ant-Man i Osa (Ant-Man and the Wasp)                                                   | 87%             | 70         |
| Kapitan Marvel (Captain Marvel)                                                        | 79%             | 64         |
| Avengers: Koniec gry (Avengers: Endgame)                                               | 94%             | 78         |
| Spider-Man: Daleko od domu (Spider-Man: Far From Home)                                 | 90%             | 69         |
| Czarna Wdowa (Black Widow)                                                             | 79%             | 67         |
| Shang-Chi i legenda dziesięciu pierścieni (Shang-Chi and the Legend of Ten Rings))     | 91%             | 71         |
| Eternals                                                                               | 47%             | 52         |
| Spider-Man: Bez drogi do domu (Spider-Man: No Way Home)                                | 93%             | 71         |
| Doktor Strange w multiwersum obłędu (Doctor Strange in the Multiverse of Madness)      | 74%             | 60         |
| Thor: Miłość i grom (Thor: Love and Thunder)                                           | 67%             | 57         |
| Wilkołak nocą (Werewolf by night)                                                      | 89%             | 69         |
| Czarna Pantera: Wakanda w moim sercu (Black Panther: Wakanda Forever)                  | 83%             | 67         |
| Strażnicy Galaktyki: Coraz bliżej święta (The Guardians of the Galaxy Holiday Special) | 94%             | 82         |
| Ant-Man i Osa: Kwantomania (Ant-Man and The Wasp Quantumania)                          | 46%             | 48         |
| Strażnicy Galaktyki vol. 3 (The Guardians of the Galaxy Vol. 3)                        | 82%             | 64         |
| Marvels (The Marvels)                                                                  | 62%             | 50         |

## Obsada i postacie powracające
Wielokrotnie swoje role powtórzyli: Robert Downey Jr. jako Tony Stark / Iron Man, Chris Evans jako Steve Rogers / Kapitan Ameryka, Chris Hemsworth jako Thor, Scarlett Johansson jako Natasha Romanoff / Czarna Wdowa i Mark Ruffalo jako Bruce Banner / Hulk. Ta piątka aktorów zagrała we wszystkich czterech częściach z serii Avengers. Downey Jr., Evans i Hemsworth wystąpili w trylogiach na temat swoich postaci. Ponadto Downey Jr. zagrał w filmie Kapitan Ameryka: Wojna bohaterów (2016) i razem z Evansem w Spider-Man: Homecoming (2017), a Hemsworth wystąpił w czwartej części przygód Thora. Postać grana przez Johansson została przedstawiona w filmie Iron Man 2 (2010) oraz pojawi się w swojej solowej produkcji Czarna Wdowa (2021). Aktorka zagrała również w dwóch filmach o Kapitanie Ameryce u boku Evansa. Ruffalo, który wystąpił również w Thor: Ragnarok (2017) zastąpił Edwarda Nortona, który zagrał postać Hulka tylko w jego solowej produkcji.
Chris Pratt jako Peter Quill / Star-Lord, Zoe Saldana jako Gamora, Dave Bautista jako Drax, Vin Diesel jako głos Groota, Bradley Cooper jako głos Rocketa tworzą skład filmowych Strażników Galaktyki, którzy pojawili się w trzech produkcjach na temat swojej drużyny oraz wystąpili w dwóch filmach z serii Avengers: Wojna bez granic (2018) i Koniec gry (2019). Paul Rudd wcielił się w rolę Scotta Langa / Ant-Mana, a Evangeline Lilly zagrała Hope Van Dyne w filmach Ant-Man (2015), Ant-Man i Osa (2018) i Avengers: Koniec gry (2019) oraz powtórzyli ją w Ant-Man i Osa: Kwantomania. Rudd pojawił się również w filmie Kapitan Ameryka: Wojna bohaterów (2016).
Chadwick Boseman jako T’Challa / Czarna Pantera i Tom Holland jako Peter Parker / Spider-Man przedstawieni zostali w filmie Kapitan Ameryka: Wojna bohaterów (2016). Boseman zagrał w solowym filmie na temat swojej postaci, natomiast Holland zagrał w trzech filmach o Człowieku Pająku. Benedict Cumberbatch jako Stephen Strange wystąpił w jednej solowej produkcji i powrócił w sequelu. Aktor zagrał również w Thor: Ragnarok (2017). Boseman, Holland i Cumberbatch zagrali w dwóch częściach z serii Avengers: Wojna bez granic (2018) i Koniec gry (2019). Brie Larson jako Carol Danvers / Kapitan Marvel pojawiła się w solowej produkcji na temat tej superbohaterki oraz powróciła w sequelu. Larson zagrała również w Avengers: Koniec gry (2019).
Samuel L. Jackson zagrał epizodycznie postać Nicka Fury’ego w kilku filmach, dołączył do głównej obsady dopiero przy Avengers (2012) i pojawiał się regularnie w kolejnych produkcjach franczyzy. Wielokrotnie swoje role powtarzali również: Hayley Atwell, Jacob Batalon, Paul Bettany, Josh Brolin, Don Cheadle, Michael Douglas, Idris Elba, Jon Favreau, Martin Freeman, Karen Gillan, Clark Gregg, Danai Gurira, Tom Hiddleston, William Hurt, Pom Klementieff, Anthony Mackie, Elizabeth Olsen, Gwyneth Paltrow, Natalie Portman, Jeremy Renner, Rene Russo, Stellan Skarsgård, Cobie Smulders, Sebastian Stan, Martin Starr, Tessa Thompson, Benedict Wong i Letitia Wright.
Rolę Howarda Starka, ojca Tony’ego odgrywało dwóch aktorów: John Slattery jest odtwórcą roli dojrzałego Howarda i wystąpił w Iron Man 2 (2010) oraz powtórzył swoją rolę w filmach Ant-Man (2015), Kapitan Ameryka: Wojna bohaterów (2016) i Avengers: Koniec gry (2019); natomiast Dominic Cooper gra młodszą wersję ojca Tony’ego i wystąpił w Kapitan Ameryka: Pierwsze starcie (2011), krótkometrażówce i serialach. Ponadto Gerard Sanders jako Howard Stark pojawił się tylko na zdjęciu w filmie Iron Man (2008).
```
W tabeli są uwzględnieni aktorzy i postaci, którzy spełniają wszystkie poniższe warunki:
* przynajmniej w jednym filmie zaliczeni zostali do głównej obsady (pojawili się stopce plakatu);
* pojawili się w przynajmniej dwóch różnych Fazach Uniwersum;
* pojawili się w więcej niż jednej serii filmowej (np. Rene Russo pojawiła się w dwóch filmach o Thorze i jednym z serii Avenegrs, dlatego została uwzględniona, natomiast 
Anthony Hopkins
 wystąpił tylko w trzech filmach o Thorze, więc nie został w niej uwzględniony)
```

| Postać                               | Faza I                         | Faza II            | Faza III                           | Faza IV              | Faza V            | Faza VI | Przypisy                                                                           |
| ------------------------------------ | ------------------------------ | ------------------ | ---------------------------------- | -------------------- | ----------------- | ------- | ---------------------------------------------------------------------------------- |
| M’Baku                               |                                |                    | Winston Duke                       | Winston Duke         |                   |         | [ 122 ] [ 193 ] [ 237 ]                                                            |
| Bruce Banner Hulk                    | Edward Norton / Mark Ruffalo   | Mark Ruffalo       | Mark Ruffalo                       | Mark Ruffalo         |                   |         | [ 27 ] [ 18 ] [ 77 ] [ 92 ] [ 115 ] [ 171 ] [ 189 ] [ 193 ] [ 248 ]                |
| James „Bucky” Barnes Zimowy Żołnierz | Sebastian Stan                 | Sebastian Stan     | Sebastian Stan                     |                      |                   |         | [ 15 ] [ 47 ] [ 100 ] [ 102 ] [ 167 ] [ 171 ] [ 193 ]                              |
| Clint Barton Hawkeye                 | Jeremy Renner                  | Jeremy Renner      | Jeremy Renner                      |                      |                   |         | [ 40 ] [ 18 ] [ 92 ] [ 102 ] [ 193 ]                                               |
| Peggy Carter                         | Hayley Atwell                  | Hayley Atwell      | Hayley Atwell                      | Hayley Atwell        |                   |         | [ 15 ] [ 47 ] [ 92 ] [ 98 ] [ 193 ] [ 419 ]                                        |
| Phil Coulson                         | Clark Gregg                    |                    | Clark Gregg                        |                      |                   |         | [ 20 ] [ 7 ] [ 38 ] [ 18 ] [ 131 ]                                                 |
| Carol Danvers Kapitan Marvel         |                                |                    | Brie Larson                        | Brie Larson          | Brie Larson       |         | [ 131 ] [ 193 ] [ 248 ] [ 311 ]                                                    |
| Drax                                 |                                | Dave Bautista      | Dave Bautista                      | Dave Bautista        | Dave Bautista     |         | [ 67 ] [ 110 ] [ 171 ] [ 262 ] [ 305 ]                                             |
| Jane Foster                          | Natalie Portman                | Natalie Portman    | Natalie Portman                    | Natalie Portman      |                   |         | [ 37 ] [ 41 ] [ 193 ] [ 43 ]                                                       |
| Frigga                               | Rene Russo                     | Rene Russo         | Rene Russo                         |                      |                   |         | [ 37 ] [ 41 ] [ 193 ]                                                              |
| Nick Fury                            | Samuel L. Jackson              | Samuel L. Jackson  | Samuel L. Jackson                  |                      | Samuel L. Jackson |         | [ 22 ] [ 7 ] [ 39 ] [ 47 ] [ 92 ] [ 179 ] [ 131 ] [ 193 ] [ 139 ] [ 420 ]          |
| Gamora                               |                                | Zoe Saldana        | Zoe Saldana                        |                      | Zoe Saldana       |         | [ 67 ] [ 110 ] [ 171 ] [ 193 ] [ 307 ] [ 306 ]                                     |
| Groot                                |                                | Vin Diesel         | Vin Diesel                         | Vin Diesel           | Vin Diesel        |         | [ 88 ] [ 110 ] [ 171 ] [ 193 ] [ 262 ] [ 307 ] [ 306 ]                             |
| Roger Harrington                     | Martin Starr                   |                    | Martin Starr                       | Martin Starr         |                   |         | [ 421 ] [ 157 ] [ 139 ] [ 422 ]                                                    |
| Heimdall                             | Idris Elba                     | Idris Elba         | Idris Elba                         | Idris Elba           |                   |         | [ 37 ] [ 41 ] [ 92 ] [ 115 ] [ 172 ] [ 262 ]                                       |
| Maria Hill                           | Cobie Smulders                 | Cobie Smulders     | Cobie Smulders                     |                      |                   |         | [ 18 ] [ 47 ] [ 92 ] [ 179 ] [ 193 ] [ 139 ]                                       |
| Harold „Happy” Hogan                 | Jon Favreau                    | Jon Favreau        | Jon Favreau                        | Jon Favreau          |                   |         | [ 20 ] [ 32 ] [ 21 ] [ 157 ] [ 139 ] [ 193 ] [ 423 ]                               |
| J.A.R.V.I.S.                         | Paul Bettany                   | Paul Bettany       |                                    |                      |                   |         | [ 33 ] [ 53 ] [ 75 ] [ 92 ]                                                        |
| Ulysses Klaue                        |                                | Andy Serkis        | Andy Serkis                        |                      |                   |         | [ 424 ] [ 122 ]                                                                    |
| Korath                               |                                | Djimon Hounsou     | Djimon Hounsou                     |                      |                   |         | [ 67 ] [ 131 ]                                                                     |
| Korg                                 |                                |                    | Taika Waititi                      | Taika Waititi        |                   |         | [ 425 ] [ 193 ] [ 426 ]                                                            |
| Cassie Lang                          |                                | Abby Ryder Fortson | Abby Ryder Fortson / Emma Fuhrmann |                      | Kathryn Newton    |         | [ 73 ] [ 128 ] [ 193 ] [ 232 ]                                                     |
| Scott Lang Ant-Man                   |                                | Paul Rudd          | Paul Rudd                          |                      | Paul Rudd         |         | [ 73 ] [ 102 ] [ 128 ] [ 193 ] [ 298 ]                                             |
| Ned Leeds                            |                                |                    | Jacob Batalon                      | Jacob Batalon        |                   |         | [ 157 ] [ 175 ] [ 193 ] [ 139 ] [ 258 ]                                            |
| Loki                                 | Tom Hiddleston                 | Tom Hiddleston     | Tom Hiddleston                     |                      |                   |         | [ 37 ] [ 18 ] [ 41 ] [ 115 ] [ 172 ] [ 193 ]                                       |
| Mantis                               |                                |                    | Pom Klementieff                    | Pom Klementieff      | Pom Klementieff   |         | [ 110 ] [ 172 ] [ 193 ] [ 262 ] [ 304 ]                                            |
| Wanda Maximoff Szkarłatna Wiedźma    |                                | Elizabeth Olsen    | Elizabeth Olsen                    | Elizabeth Olsen      |                   |         | [ 92 ] [ 102 ] [ 171 ] [ 193 ] [ 43 ]                                              |
| Nebula                               |                                | Karen Gillan       | Karen Gillan                       | Karen Gillan         | Karen Gillan      |         | [ 67 ] [ 110 ] [ 171 ] [ 193 ] [ 262 ] [ 308 ]                                     |
| Kraglin Obfonteri                    |                                | Sean Gunn          | Sean Gunn                          | Sean Gunn            | Sean Gunn         |         | [ 427 ] [ 110 ] [ 193 ] [ 262 ] [ 310 ]                                            |
| Okoye                                |                                |                    | Danai Gurira                       | Danai Gurira         |                   |         | [ 122 ] [ 171 ] [ 193 ] [ 265 ]                                                    |
| May Parker                           |                                |                    | Marisa Tomei                       | Marisa Tomei         |                   |         | [ 111 ] [ 193 ] [ 139 ] [ 428 ]                                                    |
| Peter Parker Spider-Man              | Max Fevrau                     |                    | Tom Holland                        | Tom Holland          |                   |         | [ 35 ] [ 140 ] [ 111 ] [ 171 ] [ 193 ] [ 139 ] [ 158 ]                             |
| Alexander Pierce                     |                                | Robert Redford     | Robert Redford                     |                      |                   |         | [ 47 ] [ 193 ]                                                                     |
| Virginia „Pepper” Potts              | Gwyneth Paltrow                | Gwyneth Paltrow    | Gwyneth Paltrow                    |                      |                   |         | [ 20 ] [ 7 ] [ 51 ] [ 21 ] [ 157 ] [ 171 ] [ 193 ]                                 |
| Hank Pym                             |                                | Michael Douglas    | Michael Douglas                    |                      | Michael Douglas   |         | [ 73 ] [ 128 ] [ 193 ] [ 298 ]                                                     |
| Peter Quill Star-Lord                |                                | Chris Pratt        | Chris Pratt                        | Chris Pratt          | Chris Pratt       |         | [ 67 ] [ 110 ] [ 171 ] [ 193 ] [ 262 ] [ 304 ]                                     |
| Ramonda                              |                                |                    | Angela Bassett                     | Angela Bassett       |                   |         | [ 122 ] [ 193 ] [ 237 ]                                                            |
| James „Rhodey” Rhodes War Machine    | Terrence Howard / Don Cheadle  | Don Cheadle        | Don Cheadle                        |                      |                   |         | [ 20 ] [ 23 ] [ 21 ] [ 92 ] [ 102 ] [ 171 ] [ 189 ] [ 193 ]                        |
| Rocket                               |                                | Bradley Cooper     | Bradley Cooper                     | Bradley Cooper       | Bradley Cooper    |         | [ 88 ] [ 110 ] [ 171 ] [ 193 ] [ 262 ] [ 307 ] [ 306 ]                             |
| Steve Rogers Kapitan Ameryka         | Chris Evans                    | Chris Evans        | Chris Evans                        |                      |                   |         | [ 15 ] [ 18 ] [ 80 ] [ 47 ] [ 92 ] [ 100 ] [ 102 ] [ 157 ] [ 171 ] [ 189 ] [ 193 ] |
| Natasha Romanoff Czarna Wdowa        | Scarlett Johansson             | Scarlett Johansson | Scarlett Johansson                 | Scarlett Johansson   |                   |         | [ 7 ] [ 18 ] [ 47 ] [ 92 ] [ 102 ] [ 163 ] [ 171 ] [ 189 ] [ 193 ] [ 243 ]         |
| Ronan                                |                                | Lee Pace           | Lee Pace                           |                      |                   |         | [ 67 ] [ 131 ]                                                                     |
| Everett K. Ross                      |                                |                    | Martin Freeman                     | Martin Freeman       |                   |         | [ 102 ] [ 122 ] [ 266 ]                                                            |
| Thaddeus „Thunderbolt” Ross          | William Hurt                   |                    | William Hurt                       | William Hurt         |                   |         | [ 27 ] [ 102 ] [ 172 ] [ 193 ] [ 244 ]                                             |
| Brock Rumlow Crossbones              |                                | Frank Grillo       | Frank Grillo                       |                      |                   |         | [ 47 ] [ 102 ] [ 193 ]                                                             |
| Erik Selvig                          | Stellan Skarsgård              | Stellan Skarsgård  | Stellan Skarsgård                  |                      |                   |         | [ 37 ] [ 18 ] [ 41 ] [ 92 ] [ 262 ]                                                |
| Johann Schmidt Czerwona Czaszka      | Hugo Weaving                   |                    | Ross Marquand                      |                      |                   |         | [ 15 ] [ 46 ] [ 193 ]                                                              |
| Shuri                                |                                |                    | Letitia Wright                     | Letitia Wright       |                   |         | [ 122 ] [ 171 ] [ 193 ] [ 267 ]                                                    |
| Howard Stark                         | Dominic Cooper / John Slattery | John Slattery      | John Slattery                      |                      |                   |         | [ 15 ] [ 7 ] [ 99 ] [ 141 ] [ 193 ]                                                |
| Tony Stark Iron Man                  | Robert Downey Jr.              | Robert Downey Jr.  | Robert Downey Jr.                  |                      |                   |         | [ 20 ] [ 7 ] [ 18 ] [ 21 ] [ 92 ] [ 102 ] [ 111 ] [ 171 ] [ 193 ]                  |
| Stephen Strange                      |                                |                    | Benedict Cumberbatch               | Benedict Cumberbatch |                   |         | [ 107 ] [ 116 ] [ 171 ] [ 193 ] [ 224 ]                                            |
| Thanos                               | Damion Poitier                 | Josh Brolin        | Josh Brolin                        |                      |                   |         | [ 54 ] [ 55 ] [ 90 ] [ 171 ] [ 193 ]                                               |
| Thor                                 | Chris Hemsworth                | Chris Hemsworth    | Chris Hemsworth                    | Chris Hemsworth      |                   |         | [ 37 ] [ 41 ] [ 92 ] [ 145 ] [ 115 ] [ 171 ] [ 193 ] [ 43 ]                        |
| Taneleer Tivan Kolekcjoner           |                                | Benicio del Toro   | Benicio del Toro                   |                      |                   |         | [ 67 ] [ 171 ]                                                                     |
| Hope Van Dyne Osa                    |                                | Evangeline Lilly   | Evangeline Lilly                   |                      | Evangeline Lilly  |         | [ 73 ] [ 128 ] [ 193 ] [ 298 ]                                                     |
| Janet Van Dyne Osa                   |                                | Hayley Lovitt      | Michelle Pfeiffer                  |                      | Michelle Pfeiffer |         | [ 185 ] [ 128 ] [ 193 ] [ 232 ]                                                    |
| Vision                               |                                | Paul Bettany       | Paul Bettany                       |                      |                   |         | [ 92 ] [ 102 ] [ 171 ]                                                             |
| Walkiria                             |                                |                    | Tessa Thompson                     | Tessa Thompson       |                   |         | [ 115 ] [ 193 ] [ 43 ]                                                             |
| Sam Wilson Falcon                    |                                | Anthony Mackie     | Anthony Mackie                     |                      | Anthony Mackie    |         | [ 47 ] [ 92 ] [ 97 ] [ 102 ] [ 171 ] [ 193 ] [ 49 ]                                |
| Wong                                 |                                |                    | Benedict Wong                      | Benedict Wong        |                   |         | [ 107 ] [ 172 ] [ 193 ] [ 248 ] [ 429 ] [ 224 ]                                    |